# Clube do Remo
Clube do Remo ou simplesmente Remo, é um clube esportivo brasileiro de Belém, fundado em 5 de fevereiro de 1905 como Grupo do Remo, por dissidentes do Sport Club do Pará. Interrompeu as suas atividades em 1908 até ser reorganizado em 15 de agosto de 1911. Em 1914, foi rebatizado para o seu nome atual.
O Remo é chamado popularmente de Leão Azul, apelido que faz referência ao mascote e à cor oficial da agremiação, o azul-marinho. É proprietário do Baenão e também manda seus jogos no Mangueirão. Seu maior adversário é o Paysandu, cujo clássico Re-Pa é tido como uma das maiores rivalidades do futebol brasileiro e o clássico mais jogado do futebol mundial, disputando também o Clássico Re-Tu, contra a Tuna Luso. Em ambos, o Remo possui a vantagem em número de vitórias, gols marcados e decisões de títulos, bem como a maioria dos torcedores.
Entre as equipes do norte brasileiro é uma das mais populares, apresentando uma das maiores torcidas da região. Em 2005, foi recordista de público entre todas as séries do Campeonato Brasileiro de Futebol com uma média de 30.869 torcedores por jogo. O Remo frequentemente aparece entre as maiores médias de público do Brasil. No futebol profissional, o Remo possui inúmeras conquistas oficiais, evidenciando 48 títulos estaduais, uma Copa Verde (2021) e um Campeonato Brasileiro da Série C (2005). O clube ainda destaca entre suas principais conquistas outros títulos de cunho regional, como um Campeonato Norte-Nordeste (1971) e três Taças Norte (1968, 1969 e 1971). Dentro do estado, o Leão detém feitos únicos como o heptacampeonato de 1913 a 1919, a histórica hegemonia na década de 1990 (oito títulos em dez anos, incluindo-se um penta) e o título profissional com 100% de aproveitamento em 2004.
Em participações na primeira divisão do Brasileiro, o Remo esteve em 16 edições da Série A (2 na época da Taça Brasil e 14 a partir de 1971). Também disputou 21 vezes a Série B do Brasileiro. Na Copa do Brasil, foram 29 aparições. Suas campanhas mais destacadas foram a sétima colocação no Campeonato Brasileiro de 1993 e a semifinal na Copa do Brasil de 1991 — estes resultados representam o melhor desempenho de um time nortista na história de ambas competições. Seu retrospecto em competições oficiais inclui ainda dois vice-campeonatos do Campeonato Brasileiro Série B, dois do Torneio Norte-Nordeste, dois da Copa Verde e um da Copa Norte.
Nos esportes olímpicos, o Leão detém resultados expressivos. No remo, seu esporte de origem, é o maior campeão náutico do Pará; na natação, já contou com diversos atletas campeões brasileiros, sul-americanos e até mundiais; no basquete, conquistou a Copa Brasil Norte de 2002 e está entre os maiores vencedores do estado, além de ser único heptacampeão paraense; no vôlei, detém as melhores participações de uma equipe paraense na Liga Nacional; e no futsal, venceu a Taça Brasil de Futsal Sub-17 de 2012.

## História

### Fundação

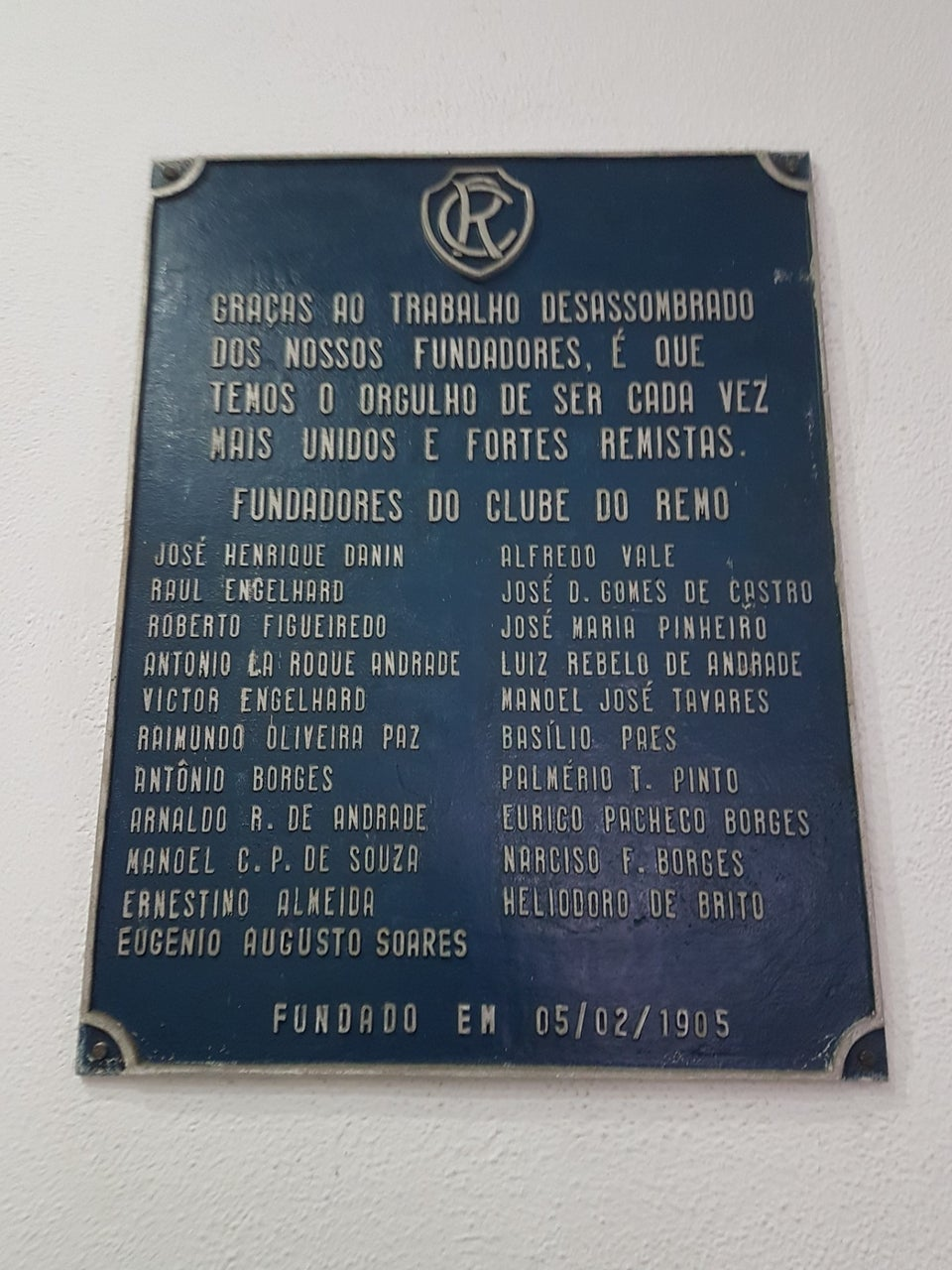
Placa dos fundadores do Clube do Remo exposta na sede social.

Belém, no início do século XX, vivia um momento próspero. A Amazônia como um todo estava em evidência devido ao ciclo da borracha e a capital paraense era o símbolo maior da riqueza e transformações socioculturais ocorridas na região, caracterizando a sua Belle Époque, refletidas nas diversas reformas de modernização instauradas pelo prefeito Antônio Lemos. Belém chegou a ficar conhecida como a “Paris n’América” ou “Paris Tropical”.
Foi nesse contexto que o esporte começou a se desenvolver, com destaque para o remo, cuja disputa atraía um acentuado número de adeptos às margens da baía do Guajará. Era o início do surgimento de diversas equipes, dentre elas estava o Sport Club do Pará, uma das potências náuticas da época. A partir de então começaria uma grande história.
No ano de 1905, uma série de desentendimentos entre os integrantes do Sport Club do Pará, momentos antes da realização de uma regata, decretou a saída dos atletas Victor Engelhard, Raul Engelhard, José Henrique Danin, Eduardo Cruz, Vasco Abreu, Eugênio Soares e Narciso Borges. Os sete rapazes logo tiveram a ideia de criar uma nova agremiação, onde pudessem praticar as suas atividades.
Aos poucos, o pequeno grupo contou com o apoio de outros desportistas para alcançar o seu objetivo. No dia 5 de fevereiro de 1905 fundou-se o Grupo do Remo. O nome havia sido sugerido por Raul Engelhard, entretanto foi inicialmente contrariado. Sobre o fato, explica o Sr. José Henrique Danin:
| “ | – Batemos cabeça pensando que nome daríamos ao clube, ou melhor, ao grupo. Foi quando Raul Engelhard que estudara na Europa, sugeriu - Grupo do Remo – Não vai ficar muito bem – advertiu um. E logo outro concordou. Naquele tempo, remo lembrava logo catraia, e poderiam pensar que éramos um clube de catraieiros. Raul Engelhard explicou, porém, a sugestão. Lembrara-se de um clube europeu – o Rowing Club, Inglaterra. E assim nos convenceu. Ficou o nome Grupo do Remo. | ” |
|   | — José Henrique Danin. |   |

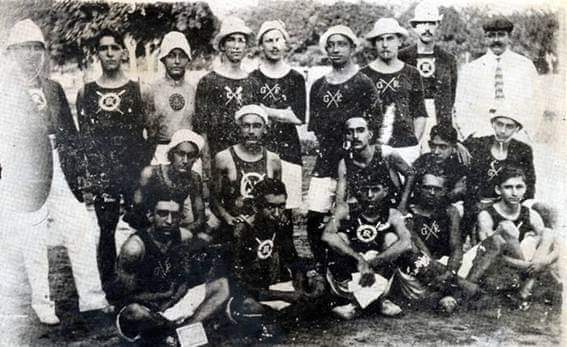
Primeiros atletas de regatas do Clube do Remo, em 1905

A nova agremiação teve a sua existência legal consolidada com a publicação de seu estatuto social no Diário Oficial do Estado, ano XV, nº 4049, de 9 de junho de 1905 (sexta-feira). No documento, também estavam inseridos os nomes dos 20 fundadores: José Henrique Danin, Raul Engelhard, Roberto Figueiredo, Antonio La Roque Andrade, Victor Engelhard, Raimundo Oliveira da Paz, Antonio Borges, Arnaldo R. de Andrade, Manoel C. Pereira de Souza, Ernestino Almeida, Alfredo Vale, José D. Gomes de Castro, José Maria Pinheiro, Luiz Rebelo de Andrade, Manoel José Tavares, Basílio Paes, Palmério Pinto, Eurico Pacheco Borges, Narciso F. Borges (primeiro presidente do clube) e Heliodoro de Brito.
A data de 15 de agosto marcou a inauguração oficial do novo clube, como forma de prestar homenagem à adesão do Pará à Independência do Brasil. No dia 1 de outubro, o Grupo do Remo inaugurou a sua sede, localizada à Rua Siqueira Mendes, com fundos para a baía do Guajará. A sede fora alugada junto à Intendência Municipal. Na mesma ocasião foi efetuado o batismo e o lançamento ao mar da primeira embarcação, uma baleeira denominada “Tibiriçá”.
Em 1907, a garagem náutica azulina passou a funcionar na atual Boulevard Castilho França. Nesse momento, o clube já possuía nove embarcações, entre elas um out-riggers a 4 remos e um out-riggers a 2 remos importados da Alemanha.

### Extinção e reorganização

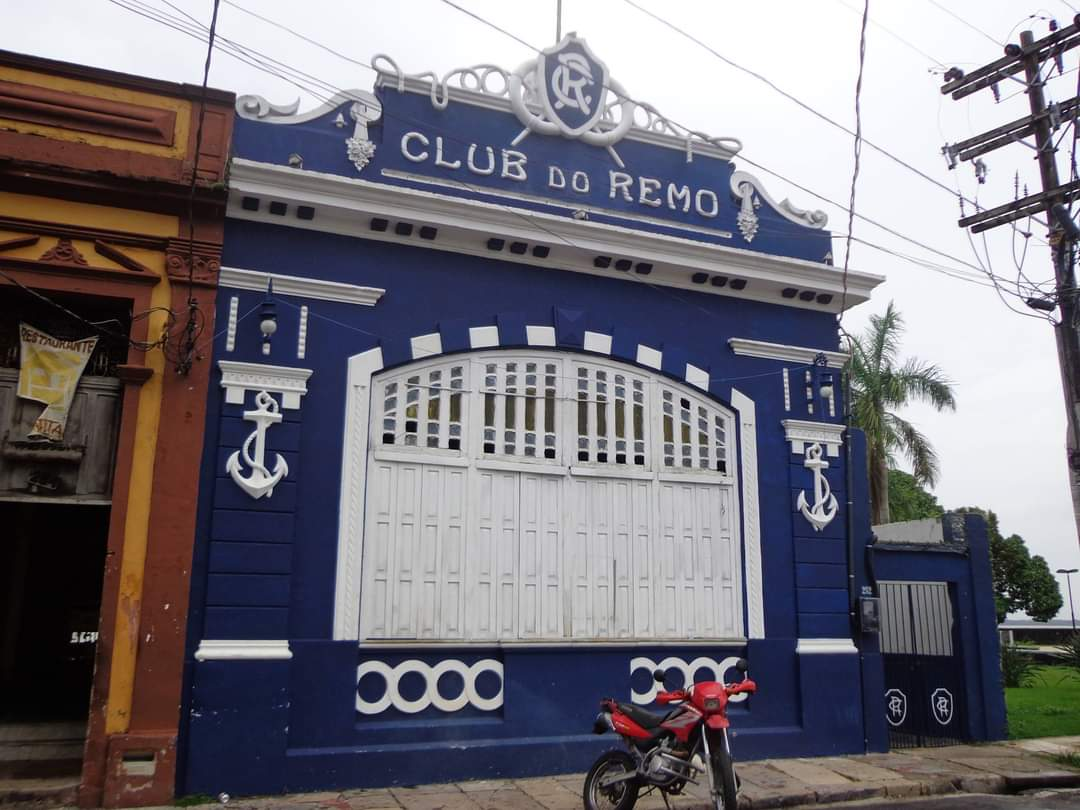
Sede Náutica do Clube do Remo, localizada no Largo da Sé em Belém, Cidade Velha (Belém).

No ano de 1908, o Grupo do Remo não conseguiu renovar o contrato de aluguel de sua sede junto à Intendência Municipal. A situação forçou alguns de seus associados a realizarem um acordo secreto com integrantes do Sport Club do Pará, abrindo procedentes para um recurso.
Diante de uma severa crise, a Assembleia Geral se reuniu em 14 de fevereiro e o desembargador Alfredo Barradas decretou a extinção do Grupo do Remo. Uma pequena parcela não concordou com a decisão, tomando como medida o sequestro dos barcos pertencentes à agremiação para que não caíssem em “mãos erradas”. As embarcações foram levadas a um galpão no terminal de inflamáveis de Miramar, cujo proprietário era Francisco Xavier Pinto, onde ficaram escondidas.
Os rapazes passaram então a se encontrar frequentemente no Café Manduca, um tradicional ponto de bate-papo de Belém, a fim de tratar dos assuntos referentes à reestruturação do Grupo do Remo. No mês de julho de 1910, tiveram conhecimento de que o contrato de aluguel da antiga sede com um estabelecimento comercial havia terminando e de que, finalmente, poderiam readquirí-la.

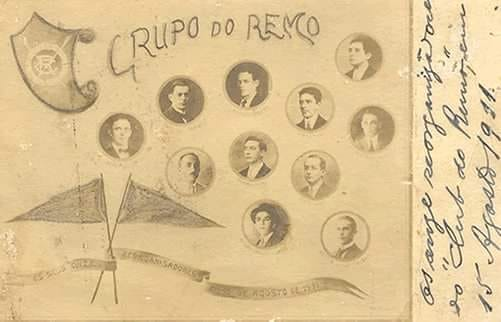
Cordão dos Onze, reorganizadores do Grupo do Remo em 1911.

No dia 15 de agosto de 1911, os onze azulinos navegaram em três embarcações – duas cedidas pela Liga Marítima Brasileira e uma da Mr. Kup, chefe do tráfego da extinta Port of Pará – à Miramar para rebocar todo o material que estava ali depositado, chegando ao destino em torno das 8h da manhã. Às 7h da noite partiram com todo o patrimônio para a sede. Esse ato concretizou a famosa reorganização do Grupo do Remo.
Oscar Saltão, Antonico Silva, Rubilar, Jaime Lima, Cândido Jucá, Harley Collet, Nertan Collet, Severino Poggy, Mário Araújo, Palmério Pinto e Elzeman Magalhães foram os heróis que tornaram possível o sonho de renascimento da antiga agremiação, entrando para a história do clube como o célebre Cordão dos Onze. Até hoje, a data de 15 de agosto é festejada tal qual o aniversário de fundação do clube (5 de fevereiro). No dia 16 de novembro, o Grupo do Remo conquistou o título de campeão paraense náutico, o primeiro de muitos que estavam por vir.
Em uma sessão ordinária, realizada em 29 de dezembro de 1911, o Sr. Ojscar Saltão propôs a readaptação do nome para "Club do Remo" – obedecendo à grafia da época –, porém necessitava da aprovação do conselho. Em 7 de agosto de 1914, a Assembleia Geral analisou os argumentos e aprovou a proposta de Saltão, sendo a mudança anunciada oficialmente pelo presidente Nilo Penna.

### Início no futebol
No Pará, há indícios de que o futebol começou a ser praticado em fins do século XIX, com relatos de partidas disputadas desde 1892. Entretanto, foi a partir do ano de 1900 que alguns desportistas iniciaram o desenvolvimento do esporte, com a realização de jogos. Em 1906, ocorreu a primeira tentativa de se organizar uma competição futebolística, mas não vingou.
No mês de agosto de 1908 funda-se a Liga Paraense de Foot-Ball que pôs em prática o primeiro Campeonato Paraense da história, vencido pelo União Sportiva. Dois anos mais tarde, em 1910, uma segunda edição foi realizada e o União sagrou-se novamente vencedor.
Dessa forma, o futebol começava a ganhar espaço na sociedade paraense, com a adesão de várias equipes. Em 1913, é a vez do Grupo do Remo implantar o futebol no seu quadro esportivo, contando com os concursos de atletas vindos de outros clubes, dentre eles o próprio União Sportiva, até então bicampeão paraense, e o Sport Club do Pará, vice-campeão em 1908. Dessa forma, o Grupo do Remo montava o seu time com os melhores jogadores que havia na época.
A primeira partida foi disputada em 21 de abril de 1913, em homenagem ao feriado nacional a Tiradentes, e teve como palco o campo da Praça Floriano Peixoto, em São Braz – onde já se realizavam jogos há vários anos. O adversário era o Guarany Futebol Clube, com quem o Remo empatou em 0 a 0. A primeira formação azulina foi assim constituída: Bernardino; Valrreman e Eurico; Dudu, Aimeé e Mamede; Galdino, Mário, Antonico, Dudu 2º e Rubilar.
No dia 13 de maio, em meio às celebrações da abolição da escravatura no Brasil, as duas equipes voltaram a se enfrentar, no mesmo lugar, mas dessa vez os azulinos fizeram grande atuação e golearam por 4 a 1. Coube ao atacante Rubilar, um dos reorganizadores de 1911, marcar o primeiro gol remista da história. Nesse ano, o Remo, representado por Galdino Araújo e Adolpho Silva, participou da fundação da Liga Paraense de Foot-Ball, criada com o objetivo de reorganizar o futebol no estado que estava há três anos sem disputa de campeonato. A entidade solicitou ao intendente municipal (espécie de prefeito da época), Dr. Dionysio Bentes, um local adequado para a realização dos jogos, cujas medidas deviam ter 200 metros de comprimento por 90 metros de largura, sendo agraciada com a já utilizada área da Praça Floriano Peixoto.
A estreia do Grupo do Remo na competição se deu no dia 14 de julho e o time azulino já mostrou a sua força, goleando o União Sportiva por 4 a 1, sendo escalado da seguinte forma: Bernadinho; Galdino e Lulu; Carlito, Aimée e Chermont; Rubilar, Antonico, Nahon, Infante e Dudu. Em seu primeiro Campeonato Paraense, o Remo sagrou-se campeão invicto com quatro vitórias e um empate em cinco jogos.
Pelo título, o Remo recebeu uma bela taça importada da Alemanha pela firma Krause, Irmãos e Cia. A taça tinha 60 centímetros de altura, peso de 700 gramas e descansava sobre um pedestal de cedro com uma placa onde se lia: “LIGA PARAENSE DE FOOT-BALL – CAMPEONATO DE 1913”, repousando num estojo de veludo roxo. O troféu foi entregue ao Grupo do Remo pelo Dr. Gama Malcher, presidente da Liga, no dia 20 de fevereiro de 1914.
Após o seu primeiro triunfo, o Remo não parou mais e conquistou os seis títulos seguintes, sagrando-se heptacampeão paraense. Nas estatísticas do hepta, os azulinos disputaram 51 jogos entre 1913 e 1919, obtendo 43 vitórias, seis empates e somente uma única derrota, esta para o União Sportiva, em 1916, por 2 a 1, mas revidada com um sonoro 7 a 0 no mesmo ano. Soma-se ainda uma partida de resultado desconhecido, contra o Panther, em 1914. Dessa forma, seis dos sete títulos do excrete azulino tiveram campanhas invictas, com uma ressalva: o campeonato de 1919 foi conquistado com 100% de aproveitamento (o primeiro da história).
Os maiores nomes desse feito inigualável são o defensor Lulu e o atacante Rubilar, os únicos a estarem presentes em todos os certames, além do goleiro Francelísio, campeão em 1918 e 1919 e que participaria de conquistas posteriores. Em 3 de maio de 1923, veio o tetracampeonato no Torneio Início, considerado de grande credibilidade na época.
Em 1924, o já Clube do Remo conquistou o seu oitavo título estadual, arrebatando ainda os campeonatos de 1925 e 1926, tornando-se tricampeão. Na década de 1930, mais três títulos estaduais (1930, 1933 e 1936) aumentaram a galeria azulina. Nesse período, os maiores destaques eram: Evandro Almeida, que dedicou toda a sua vida ao Clube do Remo, ganhando assim a honra de nomear o Baenão; Barradas, Samico, Osvaldo Trindade, Vavá, Evandro do Carmo, Saboía, e Capí e a famosa dupla de atacantes pela esquerda, Capí e Vevé, sendo que este último jogou pelo Flamengo-RJ.
Nos anos 40, os grandes nomes são o zagueiro Coelho, Poeira, Bendelaque, Sabóia e o goleiro Orlando Brito. O Campeonato Paraense de 1940 foi o último título no ciclo amadorista, que teve seu fim em 1945, marco do profissionalismo do futebol no estado, quando foram feitos os primeiros contratos entre os clubes e seus jogadores.

### Profissionalismo
Nos anos 40, o Clube do Remo deu início à importação dos jogadores. Em 1945 trouxe três jogadores: Manolo, Jambo e Arquimedes. Estes foram os três primeiros atletas registrados como profissionais no futebol paraense. Este foi o marco do profissionalismo no estado, no qual os clubes passaram a remunerar os seus atletas, seguindo uma tendência que começou oficialmente no Brasil em 1933, pelo estado de São Paulo.
Após um jejum de nove anos sem títulos estaduais – o maior em toda a história do clube – o Clube do Remo sagrou-se supercampeão paraense de futebol em 1949, ao golear o Paysandu na grande final por 4 a 1 em pleno estádio da Curuzu no dia 8 de janeiro de 1950. A campanha azulina registrou 10 partidas, com oito vitórias, um empate, uma derrota, 28 gols marcados e nove gols sofridos. Mantendo a base campeã, o Leão Azul conquistou o bicampeonato paraense em 1950.
Excursão à Venezuela
No mês de janeiro de 1950 o Clube do Remo realizou uma excursão à Venezuela a convite da federação de futebol daquele país para a disputa do Torneio Internacional de Caracas de 1950, que, segundo algumas publicações, poderia ter sido o precursor da Pequena Taça do Mundo, disputada entre as décadas de 1950 e 1960.
O Remo sagrou-se campeão realizando cinco jogos, obtendo quatro vitórias (La Salle Fútbol Club, Unión Sport Club, Escola Militar e Deportivo Italia) e apenas uma derrota, esta para o Loyola Sport Club, considerando a maior força do futebol venezuelano na época. O Ministro de Obras Públicas da Venezuela, Gerardo Sansón, entregou uma bela taça ao Leão.
Mesmo de extrema importância esportiva, o torneio não é considerado oficial pela CONMEBOL. Dessa forma, o Remo busca o reconhecimento do título. Em seu site oficial, a CONMEBOL dedica uma parte aos clubes centenários com grande relevância para o futebol sul-americano e o Clube do Remo é um dos homenageados.

#### Década de 1950
Vice-campeão em 1951, o Remo voltaria a conquistar o título estadual nos anos de 1952 (invicto), 1953 e 1954. Nessa década, estourava no Brasil a música “Paraíba Masculina”, de Luiz Gonzaga. Estimulado com a conquista do tricampeonato, o carioca Pery Augusto, editor do jornal Flash estampou, logo na primeira página, a seguinte manchete: “Remo, time macho, sim senhor!”. A expressão ficou famosa entre os torcedores que passaram a ecoar uma adaptação do cântico nos jogos: “Re-mo, Re-mo, time macho, sim senhor”.
Cinquentenário
No ano de 1955, em razão à comemoração do 50º aniversário de fundação do clube, o Leão trouxe a Belém o Beogradisk Sport Klub, de Belgrado (Iugoslávia), para uma série de três jogos contra os três grandes do futebol paraense. A partida contra o Clube do Remo ocorreu no dia 13 de fevereiro e terminou com um empate de 2 a 2.
Duplo Campeão
Após o tri de 1952, 1953 e 1954, o Remo só comemoraria outro título em 1960. Essa edição do campeonato demorou a terminar. A competição se iniciou no mês de maio, mas se prolongou até junho do ano seguinte. O próprio regulamento já proporcionava a disputa de um campeonato longo, porém uma decisão judicial agravou a situação.
Inicialmente, o Remo havia sido declarado campeão paraense ao derrotar o Avante, de Salvaterra (na época, distrito de Soure), em 19 de fevereiro de 1961, conquistando o 2º turno. Como havia vencido o 1º turno de forma invicta, automaticamente o Leão ficou com o título estadual.
Entretanto, o Paysandu entrou com um recurso no Tribunal de Justiça Desportiva, pedindo que fosse anulada a derrota de 3 a 1 para o Salvador Atlético Belenenses, ocorrida em 29 de outubro de 1960, alegando que o adversário teria utilizado o jogador Dalmério Muniz da Luz irregularmente. O Belenenses foi multado em CR$ 1.000,00, além de perder dois pontos. Essa medida deixou o Paysandu com três pontos perdidos (antes eram cinco), ao lado de Clube do Remo e Avante, forçando uma nova disputa pelo 2º turno. O time bicolor foi campeão ao ganhar do Remo por 2 a 0 e do Avante por 4 a 1.
Dessa forma, Remo e Paysandu, vencedores do 1º e 2º turno, respectivamente, decidiram que ficaria com o título do campeonato em definitivo. Após empatarem em 2 a 2, na Curuzu, no dia 1 de junho de 1961, o Filho da Glória e do Triunfo derrotou o seu rival por 1 a 0, gol de Wálter, no Souza, três dias depois e a torcida azulina comemorou novamente a conquista do troféu estadual. A mídia esportiva destacou o fato: “Remo, Duplo Campeão”.

#### Década de 1960
O título de 1960 classificou o Remo para a Taça Brasil de 1961, organizada pela Confederação Brasileira de Desportos (CBD). Eliminando o Moto Club-MA, o Leão Azul chegou às semifinais da Zona Norte, mas parou na forte equipe do Fortaleza-CE. No geral, o Remo terminou na oitava posição entre 18 clubes participantes, a melhor campanha de um time do Norte no antigo formato do Campeonato Brasileiro.
Passado um período sem conquista, o Remo voltaria a sagrar-se campeão paraense no ano de 1964. A trajetória, porém, foi marcada difícil e marcada por um “desastre” ainda no 1º turno. No dia 20 de setembro, o Remo perdeu por 2 a 1 para o Liberato de Castro, o pior time do certame. Essa derrota provocou revolta na torcida, a queda do técnico Quiba - craque azulino nos anos 50 - e a renúncia de toda a diretoria, em 24 de setembro. Foi formada uma Junta Governativa, composta por Arlindo Miranda, Raul Valdez e Raimundo Farah, que permaneceu até o dia 30 de outubro, quando foi eleita a nova diretoria e o novo presidente, Rainero Maroja.
Nesse período, o Remo jogou os dois últimos jogos do 1º turno sob o comando de Sávio Ferreira, obtendo um empate com o Júlio César e uma derrota para o Paysandu. A nova diretoria trouxe o técnico Antoninho, famoso pelo trabalho nas categorias de base do Fluminense-RJ. A partir daí, o Remo não perdeu mais nenhum jogo, conquistando o 2º turno com quatro vitórias e derrotando a Tuna Luso Comercial na grande decisão do campeonato.
Como campeão, o Leão Azul disputou a sua segunda e última Taça Brasil, em 1965. Dessa vez, o Remo eliminou o Nacional-AM e o Sampaio Corrêa-MA, mas não conseguiu passar pelo Náutico-PE. Na classificação geral, ficou em nono colocado.
Em 1968, o Filho da Glória e do Triunfo ganhou o 10º título estadual invicto da sua história. Sob o comando de Danilo Alvim e com destacadas atuações da dupla de ataque Amoroso e Robilotta, o Remo não deu chances aos seus adversários. Foram nove vitórias em 10 jogos, sendo que o único empate foi justamente o resultado que sacramentou o título azulino: 2 a 2 contra o Paysandu em plena Curuzu, na data de 14 de julho de 1968.
No final do ano, a CBD pôs em disputa o Torneio do Norte, a fase regional Norte do Torneio Norte–Nordeste, cujo título era previsto no regulamento oficial da competição. O Remo tomou parte juntamente com times do Pará, Amazonas, Maranhão e Piauí, sendo que estes dois últimos estados faziam parte do chamado Meio-Norte. Foram formados dois grupos com quatro clubes, nos quais os dois mais bem colocados de cada grupo se enfrentariam nas semifinais, obedecendo ao seguinte cruzamento: 1º do G1 x 1º do G2 e 2º do G1 x 2º do G2.
Concluída a primeira fase e definidos os confrontos, o Remo desbancou o Nacional e chegou à decisão contra o Piauí que eliminou o Paysandu com duas vitórias.
A grande final ficou marcada por duas goleadas: Piauí 5 x 1 Remo, em Teresina (PI) e Remo 4 x 1 Piauí, em Belém. Estes resultados forçaram a realização de uma terceira partida, disputada na capital paraense no dia 14 de fevereiro de 1969, mas com vantagem do empate para o time piauiense. Porém, com gols de Adinamar, o Leão venceu o “Enxuga Rato” por 2 a 1 e confirmou o título do torneio, muito festejado pela torcida azulina.
Sete meses depois desde a grande conquista, a CBD organizou a segunda edição do torneio. Diferente da anterior, esta possuía algumas mudanças, como a inclusão de outros times e a criação de subgrupos nos grupos iniciais. Assim, na primeira fase, o grupo 1 foi organizado em um subgrupo apenas com times piauienses e outro com maranhenses. Já no 2, os subgrupos eram formados por paraenses e amazonenses.
Os primeiros colocados de cada subgrupo se classificaram para o quadrangular final. Esses foram o Remo, o Nacional, o Flamengo (PI) e o Ferroviário (MA), que jogariam entre si em partidas de ida e volta. Ao final da competição, o Leão Azul somou mais pontos e, consequentemente, arrebatou o cetro de bicampeão do Torneio do Norte. A campanha azulina registrou 16 jogos, 11 vitórias, três empates, duas derrotas, 28 gols marcados e 11 gols sofridos.

#### Década de 1970
Logo no início da década, o Clube do Remo conquistou um dos títulos mais importantes da sua história: a Taça Norte–Nordeste de 1971, a fase regional Norte–Nordeste do Campeonato Brasileiro Série B de 1971, cujo título era previsto no 7° artigo 
do regulamento oficial da competição, emitido pela CBD. O Leão Azul já havia batido na trave duas vezes com os vices na competição antecessora: os Torneios Norte–Nordeste de 1968 e 1969.
Inicialmente, o Remo teve que passar pelo Torneio Seletivo Paraense, que contava também com as participações de Paysandu, Tuna Luso e Sport Belém. Em seguida, o adversário foi a Rodoviária-AM, na final da Taça Norte, a fase do torneio que evolvia apenas os clubes da região Norte, vencida pelo Leão com duas vitórias: 1 a 0 e 4 a 2.
A decisão inter-regional foi disputada contra o Itabaiana-SE, em duas partidas. A primeira ocorreu em Aracaju, no dia 5 de dezembro de 1971 e terminou empatada em 0 a 0. O resultado deixou os times em igualdade para a segunda e decisiva partida em Belém três dias depois.
No dia do jogo, mais de 10 mil pagantes compareceram ao estádio Evandro Almeida e presenciaram a vitória azulina por 2 a 0, gols marcados por Robilotta aos 15 e aos 37 minutos do segundo tempo. O Remo foi intitulado como o “1º Campeão Nacional do Norte e Nordeste”. A conquista deu direito ao Leão de disputar a final do 1º Campeonato Nacional de Clubes da 1ª Divisão (a Série B de 1971), do qual foi vice-campeão ao perder o título para o Villa Nova-MG.
Em 1972, a CBD convidou o Remo para a disputa do Campeonato Nacional de Clubes. O Leão foi o escolhido para representar o estado, pois, desde essa época, já detinha a maior torcida da região Norte, além de ser proprietário do único estádio capaz de receber públicos superiores a 20 mil pessoas, o Baenão, que havia passado por reformas para aumentar a sua capacidade. O Remo disputou um total de 25 partidas, sendo cinco vitórias, 15 empates e cinco derrotas, que o classificou com um honroso 17º lugar. O destaque da grande equipe azulina foi o lateral-direito Aranha, que recebeu a Bola de Prata, promoção da revista Placar que premia os melhores jogadores do campeonato por posição.

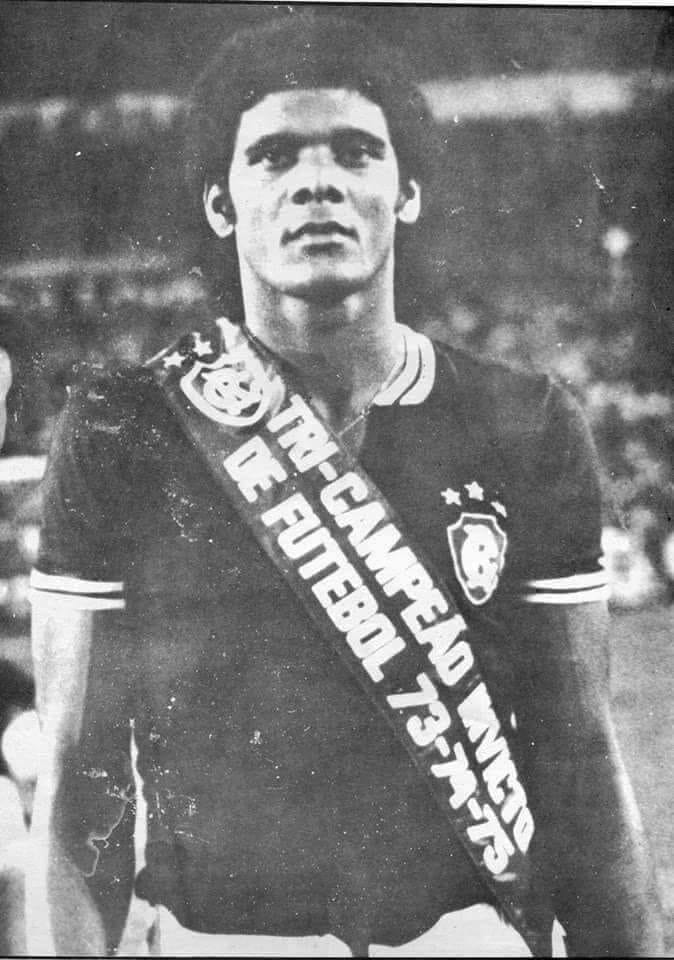
Alcino tricampeão Paraense em 1975

A década foi marcada ainda por dois tricampeonatos, os quais podem ser divididos em duas “eras” que levaram os nomes das maiores referências do Remo nessa época: os goleadores Alcino e Bira.
O primeiro tri veio com as conquistas invictas dos certames de 1973, 1974 (super-campeonato) e 1975. Nesse período, o Leão ficou 49 jogos sem perder, sendo 36 vitórias e 13 empates. Alcino foi o artilheiro nos em todas as edições, contribuindo para que caísse nas graças da torcida. Mas o Negão Motora, como era conhecido, não teria obtido tanto sucesso se não fosse a ajuda de craques como Dico, Rosemiro, Dutra, Cuca, Elias, Roberto, entre outros.
No Campeonato Brasileiro, o Remo realizou boa campanha, quase se classificando para a terceira fase. No dia 25 de outubro de 1975, o Leão fez história ao vencer o Flamengo (RJ), de Zico, por 2 a 1, gols de Alcino e Mesquita, na primeira vitória de um time paraense no Maracanã.
Alcino foi vendido para o Grêmio-RS em 1976. Posteriormente, Mais Querido atingiria duas marcas expressivas: 56 jogos invictos no Campeonato Paraense e 24 partidas sem derrota em Re-Pa's - a segunda maior invencibilidade no clássico. Porém, devido a acontecimentos extra-campo, o Leão Azul abriu mão do campeonato, deixando-o livre para o Paysandu. A revanche azulina veio no Brasileiro, quando o Leão goleou o seu rival por 5 a 2, em 7 de setembro de 1976, no maior público da história do Baenão (33.487 torcedores).
Para o lugar de Alcino o Remo trouxe o amapaense Bira para substituí-lo, que correspondeu à altura, se tornando uma peça importante na conquista de mais um três títulos estaduais em 1977, 1978 (invicto) e 1979. Ressalte-se que estes dois últimos foram os primeiros a serem conquistados no Mangueirão. Bira foi o artilheiro nos certames de 1978 e 1979, fazendo 25 e 32 gols, respectivamente, as maiores artilharias em uma edição de Campeonato Paraense da história.
O time-base azulino havia mudado, sem, no entanto, perder a qualidade técnica da primeira série de títulos, já que contava com jogadores do naipe de Édson Cimento (goleiro Bola de Prata em 1977), Luís Florêncio, Mego, Leônidas e Júlio César “Uri Gueller”. Sob o comando de Joubert Meira, esses jogadores realizaram uma brilhante campanha no Brasileiro de 1977, no qual o Remo por pouco não classificou-se para as semifinais.

#### Década de 1980
Na década de 1980, o Remo passou por um período de acúmulo de dívidas, que o deixaram um tempo longe das conquistas, e vendo seu rival o Paysandu ser campeão várias vezes. Ainda assim, o Leão conseguiu chegar à final da Taça de Prata, ou Taça CBF, de 1984, mas terminou como 2º colocado perdendo a final para o Uberlândia-MG.
- 28 de março de 1984 - Estádio Municipal João Havelange - Uberlândia 1 x 0 Remo
- 2 de abril de 1984 - Estádio Mangueirão - Remo 0 x 0 Uberlândia

A competição reuniu 32 clubes e foi disputada inteiramente no sistema mata-mata. Na primeira fase, o Remo passou pelo Rio Negro-AM; na segunda, pelo Maranhão; nas quartas, pelo Operário-MS e em seguida pelo Internacional de Santa Maria-RS, até chegar à grande decisão contra o Uberlândia. Apesar do vice-campeonato, o Leão obteve o acesso ao Brasileiro Série A de 1985.
Em 1986, o Remo deu fim ao jejum de seis anos sem títulos estaduais, com a conquista do Campeonato Paraense na administração do presidente Hamilton Guedes. O curioso é que o Leão não conseguiu dar a tradicional volta olímpica após vencer a Tuna no dia 17 de agosto, já que a FPF não havia levado a taça para o estádio Mangueirão.
O caso foi esclarecido no dia seguinte. O governador Jader Barbalho havia mandado o coronel Hércules, chefe da Casa Militar, adquirir o troféu, mas, por motivos desconhecidos, tal ato acabou não ocorrendo. O troféu foi então providenciado e a diretoria azulina pôde obtê-lo na sede da FPF. Apesar da conquista, as dívidas aumentaram e o Remo ainda sofreu o rebaixamento no Brasileirão de 1986.
Essa situação pressionou o novo presidente azulino, Ubirajara Salgado, a investir nas categorias de base do clube. Eis que surge em 1988, o Esquadrão Cabano, denominação dada pela mídia ao time remista composto por jovens valores do clube. A ousadia de Ubirajara somada à contratações pontuais, trouxe resultados a curto prazo. Em 1989, o Leão Azul dava partida para mais um tricampeonato paraense. Na Série B do mesmo ano, o Remo ficou em 3º lugar, sendo eliminado pela forte equipe do Brangantino-SP nas penalidades máximas, após péssima arbitragem de José Roberto Wright, em Bragança Paulista (SP). Era retorno das grandes campanhas nacionais.
Em 1990, o Leão sagrou-se bicampeão paraense e disputou pela primeira vez a Copa do Brasil, ficando na excelente sétima colocação.

#### Década de 1990
Os anos 90 marcaram um período glorioso na história do Clube do Remo, que manteve uma hegemonia regional e obteve façanhas a nível nacional. Esse período foi tão inesquecível para o torcedor azulino que foi denominado de “A Década de Ouro”.
Logo em 1991, o Clube de Periçá tomou parte da sua segunda Copa do Brasil no primeiro semestre. Inicialmente, o adversário azulino foi o Rio Branco-AC, eliminado com uma goleada de 4 a 1, no Baenão, após um 0 a 0 no primeiro confronto. Em seguida, o Leão passou pela equipe do Vasco da Gama, valendo-se do critério de gols marcados como visitante já que havia empatado as duas partidas (0 a 0 em Belém e 1 a 1 no Rio. Nas quartas-de-final, foi a vez do Vitória-BA sucumbir à força do elenco remista dentro de seus próprios domínios - tal qual o Vasco - ao empatar em 0 a 0 depois de perder o jogo de ida por 2 a 0. Infelizmente, nas semifinais o Leão não foi páreo para o Criciúma-SC de Luiz Felipe Scolari, que mais adiante ficaria com o título da competição. Ainda assim, a brilhante campanha realizada pelo Filho da Glória e do Triunfo nunca foi igualada por qualquer outro time do Norte na história da competição.
Ainda nesse ano, sob o comando de Valdemar Carabina, o Remo conquista mais um tricampeonato estadual (1989/1990/1991). Ressalte-se que tanto esse título quanto o de 1989 foram arrebatados com campanhas invictas. Unindo-se as três temporadas, o Leão disputou 68 jogos, vencendo 51, empatando 15 e perdendo somente dois deles.
A base do time tricampeão, que tinha nomes como Artur e Luciano Viana foi mantida para a disputa da Série B, disputada no primeiro semestre de 1992. Essa edição ficou marcada pela mudança no sistema de acesso implementado pela CBF, que beneficiaria 12 dos 32 times participantes, não havendo rebaixamento. O Remo aproveitou e realizou boa campanha, ficando no quinto lugar geral, conquistando, assim, a vaga para a Primeira Divisão de 1993. O acesso foi confirmado após a vitória de 2 a 1 sobre o Itaperuna-RJ, fora de casa, em 12 de abril. A volta dos jogadores a Belém foi muito festejada pelos torcedores.
Posteriormente, o Remo deixou escapar o tetracampeonato paraense, perdendo as finais para o Paysandu. A revanche veio em 1993, quando o Leão montou uma forte equipe e conquistou o título de forma invicta, sobre o maior rival. Vale destacar que nessa temporada, o Mangueirão estava em reformas. Remo e Paysandu disputaram os turnos em seus estádios. O Leão foi campeão do primeiro turno no Baenão e seria campeão do segundo na Curuzu, em gol assinalado por Biro Biro, mas a partida acabou suspensa e anulada devido a queda do muro do estádio bicolor pela torcida azulina. Posteriormente, o jogo foi remarcado no Mangueirão com restrição de público e o Leão sacramentou o título com gol de Agnaldo.
Na elite, o Leão caiu na chave C, onde disputou 14 jogos. Como havia vencido oito partidas e empatado uma, o Remo somou 17 pontos (uma vitória valia dois pontos) e ficou em segundo lugar no seu grupo. Na fase seguinte, foi disputado um mata-mata contra a Portuguesa-SP, que contava com o meia Dener. Na primeira partida, o Leão goleou por 5 a 2, abrindo grande vantagem para o próximo confronto. Em São Paulo, mesmo perdendo por 2 a 0 em um jogo marcado por diversos incidentes, o Filho da Glória e do Triunfo passou para a fase final. Ao término do campeonato, o Remo foi o sétimo colocado, a melhor colocação de um time nortista no Brasileirão em todos os tempos. O time azulino tinha como formação básica: Luís Carlos; Marcelo Silva, Belterra, Mário César e Guilherme; Agnaldo, Biro-Biro, Edson Boaro (Giovanni) e Dema (Tarcísio); Mauricinho (Alex Dias) e Ageu.
Na temporada de 1994, o Remo tornou-se o primeiro e único clube da região Norte a jogar na Europa, quando foi vice-campeão invicto do Torneio Internacional de Toulon, na França. Foram dois jogos: no primeiro, dia 24 de maio, o Remo passou da seleção de Bucareste (ROM) ao vencer nos pênaltis por 4 a 3, após empate de 1 a 1; na final, em novo empate de 1 a 1 contra o Toulon (FRA), os azulinos não tiveram a mesma sorte e perderam nas penalidades por 6 a 5.
Ainda em 1994, o Remo conquistaria o bicampeonato paraense, arrematando ainda os certames de 1995 (invicto) e 1996, até sacramentar em 1997 um dos seus maiores feitos: o pentacampeonato estadual, único da era profissional. A histórica conquista registrou 108 jogos, com 78 vitórias, 24 empates e apenas seis derrotas, com incríveis 250 gols marcados contra somente 51 sofridos. O último título veio com a vitória de 1 a 0 no Re-Pa disputado em 6 de junho de 1997.
O período do penta também compreendeu os inesquecíveis 33 jogos de invencibilidade do Clube do Remo sobre o seu maior rival. Foram 21 vitórias e 12 empates, entre 31 de janeiro de 1993 e 7 de junho de 1997, que proporcionaram o maior tabu em número de jogos dentre os principais clássicos do país.
No ano de 1999, o Remo arrebatou o seu último título paraense no século XX que garantiu a sua soberania no estado. Em dez anos de disputa, o Filho da Glória e do Triunfo levantou impressionantes oito troféus, marca nunca igualada no futebol paraense. A conquista derradeira se deu no dia 11 de julho daquele ano, quando o Leão venceu o Paysandu no jogo decisivo por 1 a 0, gol de Ailton, o Predestinado.
Em 2000, o Remo foi terceiro lugar do Módulo Amarelo da Copa João Havelange, ao superar o Paysandu no confronto que ficou conhecido como o "Re-Pa do Século", vencendo o primeiro jogo por 3 a 2, com hat-trick do atacante Robinho, e empatando o segundo em 1 a 1. Dessa forma, o Leão Azul conquistou o acesso para o Módulo Azul, no qual foi eliminado nas oitavas-de-final pelo Sport-PE. Conforme o regulamento da competição previa, o Mais Querido deveria disputar a Série A de 2001, porém, através de uma “virada-de-mesa”, a CBF o impediu, beneficiando o Botafogo-SP.

#### Década de 2000
No novo milênio, o Clube de Periçá voltaria a fazer uma boa campanha na Série B de 2003, terminando a fase inicial na terceira posição, atrás somente de Palmeiras-SP e Botafogo-RJ. Na fase seguinte o Mais Querido perdeu fôlego e não conseguiu o acesso, terminando a competição no quinto lugar geral (subiam duas equipes).
Em 2004, o Filho da Glória e do Triunfo sagrou-se bicampeão estadual. A conquista foi ainda mais especial por ter sido obtida com 100% de aproveitamento, feito inédito na história profissional do futebol paraense. O jogo que rendeu o título ocorreu no dia 4 de abril, um clássico contra o Paysandu em uma Mangueirão lotado com aproximadamente 50 mil pessoas. O Leão venceu por 2 a 0, gols de Gian e Rodrigo. Na Série B, o Remo fez péssima campanha e terminou rebaixado para a Terceira Divisão, ano de seu centenário.
Após perder o título estadual e ser eliminado da Copa do Brasil, o Remo estreou no grupo 3 do certame nacional no dia 31 de julho de 2005, empatando em 2 a 2 com o São Raimundo-RR, fora de casa. No reencontro com a torcida, dia 7 de julho mais de 26 mil pessoas empurraram o Leão na sua primeira vitória: 2 a 1 sobre o Abaeté-PA. Mais demonstrações como essa foram sendo observadas no decorrer da competição e o Leão terminou a primeira fase líder do seu grupo, que contou ainda com o São José-AP.
Na fase eliminatória, o Remo foi superando seus adversários um a um. No primeiro mata-mata, passou pelo Tocantinópolis-TO em um confronto inesquecível para a torcida azulina. Em seguida, foi a vez do conhecido Abaeté sucumbir ao Mais Querido, em duas belas e equilibradas partidas. Finalmente, o Remo passou pelo Nacional-AM antes de chegar à fase final.
Foi então formado um quadrangular juntamente com Novo Hamburgo-RS, América-RN e Ipatinga-MG. Após cinco jogos, o Remo chegou à rodada final, dia 20 de novembro, precisando vencer os gaúchos para garantir o acesso. E ela veio por intermédio de Maurílio e Capitão, autores dos tentos que deram a vitória ao Clube do Remo por 2 a 1. Luís Gustavo diminuiu para o Novo Hamburgo. No outro jogo da rodada, mineiros e potiguares empataram em 0 a 0, em Minas Gerais. Este resultado proporcionou, além do acesso para a Série B de 2006, o primeiro título nacional do Filho da Glória e do Triunfo.
Na Segundona, após um primeiro turno pífio, o Remo se recuperou na segunda metade do campeonato e ficou na 12ª posição, se livrando do rebaixamento na penúltima rodada com uma goleada de 3 a 0 sobre o São Raimundo-AM, no Baenão lotado. No ano seguinte, mesmo sendo campeão paraense, o Leão não teve a mesma sorte e terminou rebaixado novamente para a Série C.
Assim como em 2007, o Remo iniciou o Campeonato Paraense de 2008 muito mal, tanto que ficou somente em sétimo lugar no primeiro turno. Entretanto, os azulinos realizaram campanha impecável no returno e chegaram à final contra o Águia de Marabá. No dia 29 de junho, o Leão venceu por 2 a 1 e tornou-se bicampeão paraense. Nacionalmente, mais um insucesso: o Remo foi eliminado na segunda fase da Série C, ocupando a 28ª colocação na classificação geral. Dessa forma, teria que disputar a vaga para a recém-criada Série D, na temporada seguinte, através do estadual. A partir daí iniciava o pior momento da história azulina.
Em 2009, o Remo não conseguiu se classificar para a Quarta Divisão, cabendo ao São Raimundo-PA representar o futebol paraense – mais tarde, a equipe santarena seria consagrada com o inédito título. Já em 2010, o Remo conquistou a vaga na condição de terceiro colocado do Parazão, mas foi eliminado nas oitavas-de-final pelo Vila Aurora-MT.

#### Década de 2010
A luta azulina no certame estadual continuava. Na temporada de 2011, novamente o Remo ficou sem série, sendo eliminado pelo Independente-PA. Em 2012, chegou à final do Campeonato Paraense, mas deixou escapar o título para o Cametá. Entretanto, a equipe cametaense desistiu de disputar a Série D alegando problemas financeiros e o Remo herdou a vaga. Porém, assim como dois anos antes, o Leão parou de novo nas oitavas para outra equipe mato-grossense, o Mixto. Em 2013, voltou a ficar de fora da disputa nacional, dando lugar dessa vez para o Paragominas-PA.
Para o ano de 2014, o Remo fez pesados investimentos, tanto é que montou um plantel cuja folha salarial beirava os R$ 550 mil, alta para os padrões do futebol paraense. Dentro de campo, entretanto, o time não empolgava em parte pela atuação do técnico Charles Guerreiro, alvo de críticas da torcida. Ainda assim, foi campeão da primeiro turno. Todavia, a eliminação fatídica na Copa do Brasil derrubou Guerreiro e em seu lugar assumiu interinamente Agnaldo de Jesus, ídolo do Clube do Remo nos anos 90 e técnico do título 100% de 2004, justamente nas semifinais da Copa Verde no qual acabou sendo eliminado pelo rival Paysandu. Novo revés na competição regional forçou a contratação de Roberto Fernandes, que comandou o time azulino até o título do Campeonato Paraense após seis anos. Na Série D, o filme se repetiu: outra vez nas oitavas, o Remo não passou do Brasiliense-DF.
2015 - Remo conquista o tão esperado acesso
O ano começou de forma desastrosa para o Remo, perdendo as duas primeiras partidas do Campeonato Paraense. O Leão não conseguiu se recuperar e acabou sendo eliminado precocemente no 1º turno, com apenas quatro pontos conquistados. Essa situação obrigava o Clube de Periçá a ganhar o 2º turno se ainda quisesse conquistar a vaga para a Série D do Campeonato Brasileiro. Ainda assim, o Remo não empolgava. Após a derrota para o rival Paysandu, no dia 29 de março, o treinador Zé Teodoro foi demitido a para o seu lugar foi contratado o técnico Cacaio.
A partir de então, a situação azulina passaria a mudar. Sob os comandos do novo treinador, o Mais Querido conseguiu se classificar para a finais da Taça Estado do Pará e vender caro a eliminação para o Atlético-PR, nos pênaltis, na Copa do Brasil. Na Copa Verde, uma virada emocionante sobre o Paysandu, nas semifinais, ficou marcada: o Remo ganhou o rival no tempo normal por 2 a 0, devolvendo o placar da primeira partida, e garantiu a vaga na grande decisão nos pênaltis. Na final do 2º turno, nova vitória sobre os bicolores deu o título ao Leão e o direito de disputar a Taça Açaí contra o Independente.
O Remo teria pela frente duas decisões. A primeira era válida pelo jogo de ida da final da Copa Verde, no dia 30 de abril. O Leão venceu a equipe do Cuiabá por 4 a 1 e deu grande passo para o título. Em 3 de maio, os azulinos venceram o Independente por 2 a 0 e sagraram-se bicampeões paraenses, conquistando também a vaga para a Série D. Infelizmente, quatro dias depois o inesperado aconteceu: irreconhecível dentro de campo, o Clube do Remo acabou goleado por 5 a 1 diante do Cuiabá e ficou com o vice-campeonato da competição.
No segundo semestre, o Remo iniciou a sua caminhada rumo à Série C. O Leão integrou o grupo A1, ao lado de Nacional-AM, Rio Branco-AC, Vilhena-RO e Náutico-RR. Mesmo tendo que cumprir uma punição - três jogos de suspensão a serem realizados em Paragominas (PA) - o Remo terminou a primeira fase da Série D como líder do seu grupo. No primeiro mata-mata, o Mais Querido bateu a equipe do Palmas-TO e decidiria o acesso contra o Operário-PR.
O primeiro jogo foi realizado em 10 de outubro, véspera de Círio, em Ponta Grossa (PR). O Leão venceu por 1 a 0 e ganhou uma grande vantagem para a partida de volta, no Mangueirão, dia 18. Na tão aguardada data, mais de 33 mil azulinos lotaram o Colosso do Benguí e vibraram com a vitória de 3 a 1 do Filho da Glória e do Triunfo sobre o adversário. O Leão, finalmente, estava de volta para a Série C. Nas semifinais, o Leão acabou eliminado pelo Botafogo-SP, mas nada que tirasse o brilho da excelente campanha azulina na competição.
2016 a 2019 - Tentativas frustradas
Em 2016 o Remo chegou as finais do primeiro turno do Parazão, mas foi derrotado pelo seu arquirival Paysandu. No segundo turno, o clube fez uma campanha fraca e acabou de fora das semifinais e, consequentemente, das finais do estadual. Ainda no primeiro semestre, desclassificou-se nas semifinais da Copa Verde para o Paysandu e na primeira fase da Copa do Brasil para o Vasco-RJ. Em maio, iniciou a campanha da Série C 2016, com o slogam "Como Em 2005", ano em que o Leão se sagrou campeão brasileiro da Terceira Divisão, porém o clube não conseguiu repetir o mesmo sucesso e terminiu a primeira fase em 5° colocado do grupo A, sendo que somente os quatro primeiros colocados se classificariam para a fase final.
Em 2017, o Remo ficou com o vice-campeonato paraense diante do Paysandu. Na Série C, novamente terminou na primeira fase da competição. Em 2018, deu o troco no rival e reconquistou o título estadual, vencendo todos os quatro Re-Pa's do certame, inclusive na grande final C. Na Terceira Divisão, porém, o Remo chegou a flertar com o rebaixamento para a Série D, mas conseguiu uma arrancada durante o returno da primeira fase e garantiu a sua permanência na Série C. Em ambas as temporadas, o Leão não fez boas campanhas na Copa Verde e na Copa do Brasil.
No ano de 2019 veio o bicampeonato estadual, conquistado sobre o Independente, de Tucuruí. Na disputa da Série C, o Remo integrou o grupo B, tradicionalmente reservada aos times das regiões Sul e Sudeste do país, mas que dessa vez contaria com os representantes do Norte - Atlético-AC e Paysandu. Sob o comando do técnico Márcio Fernandes, o Mais Querido chegou a realizar uma bela campanha no primeiro turno da primeira fase, sendo a última equipe do campeonato a perder a invencibilidade. Todavia, caiu de rendimento no segundo turno, acabando por ser eliminado na última rodada da primeira fase, em empate de 1 a 1 com o Paysandu. Na Copa Verde, cuja edição foi disputada ao final do ano, o Remo foi semifinalista.
2020 - O retorno à Série B
No ano de 2020, o mundo foi assolado pela Pandemia de Covid-19. Assim, muitas atividades tiveram que ser suspensas, incluindo o futebol. No contexto paraense, o estadual foi pausado em meados de março, retornando apenas em agosto, juntamente com a Série C. Nesse momento, o Remo era treinado por Mazola Júnior, que havia substituído Rafael Jacques após a fatídica eliminação na Copa do Brasil. Mesmo com um início promissor do técnico, a perda do Campeonato Paraense de Futebol de 2020 para o Paysandu e uma sequência negativa no primeiro turno da Série C culminaram com a demissão de Mazola.
Para o seu lugar, o Remo trouxe Paulo Bonamigo, um velho conhecido pela histórica campanha na Copa João Havelange de 2000.  A iniciativa deu certo e resultaria no acesso azulino para a Série B após 14 anos. O jogo decisivo se deu apenas no anos seguinte, em 10 de janeiro de 2021, quando o Clube do Remo venceu o Paysandu por 1 a 0, gol de Salatiel,  numa espécie de reedição o "Re-Pa do Século" de 20 anos atrás. O Leão ainda chegaria na final contra o Vila Nova (GO), mas, extremamente desfalcado por um surto de COVID-19 no elenco, acabou perdendo o título.
Entretanto, a temporada de 2020 só terminaria de fato em fevereiro de 2021, quando foi disputada a Copa Verde. Apesar da ausência de algumas peças importantes no elenco, o Remo ainda conseguiu chegar à final contra o Brasiliense (DF). Todavia, os azulinos amargariam mais um vice, perdendo nas penalidades em pleno Mangueirão.

#### Década de 2020
A temporada de 2021 chegou cercada de expectativas por causa do acesso à Série B e, consequentemente, de um maior investimento no time. O Remo surgia como favorito para a conquista do estadual, mas acabou caindo nas semifinais para a Tuna, nos pênaltis, em pleno Baenão. Curiosamente, o Remo acabou a sua campanha sem nenhuma derrota. Na Copa do Brasil, o Mais Querido chegou à terceira fase, algo que não acontecia desde 2003, sendo eliminado apenas para o futuro campeão Atlético (MG). Com a premiação, o clube aproveitou para investir na compra do seu Centro de Treinamento.
Na Série B, apesar do início ruim, o Remo conseguiu se estabilizar e realizar uma campanha de certa forma segura. Porém, na reta final da competição, o time caiu vertiginosamente de produção e sofreu um rebaixamento extremamente improvável, cujas chances de acontecer eram mínimas, caindo na última rodada da competição, em casa, contra o já rebaixado Confiança (SE).
Todavia, houve pouco tempo para lamentações, pois, logo depois à queda, o Remo enfrentaria o Paysandu pelas semifinais da Copa Verde, que, até então, estava sendo realizada em paralelo à Série B. Antes, o Leão já havia eliminado o Galvez (AC) aplicando-lhe 9 a 0 - a maior goleada da história do torneio - em jogo único nas oitavas, e o Manaus (AM) nas quartas. Contra o seu arquirrival, o Remo empatou em 2 a 2 na Curuzu e venceu por 2 a 0 no Baenão, classificando-se para a sua terceira final de Copa Verde.
O adversário da decisão foi o Vila Nova (GO), algoz da última Série C. Apesar do momento melhor do time goiano, o Leão segurou dois empates sem gols, em Goiânia (GO) e no Baenão, respectivamente. O título teve que ser disputado nas penalidades. O goleiro azulino Vinícius defendeu duas cobranças dos colorados, enquanto que os jogadores azulinos acertaram todas as suas, até o zagueiro Fredson, o quarto batedor, marcar o gol da inédita conquista do Clube do Remo, campeão invicto da Copa Verde de 2021, o quinto título regional da história do clube.

## Símbolos

### Escudo
| Evolução Cronológica dos Escudos do Clube do Remo | Evolução Cronológica dos Escudos do Clube do Remo | Evolução Cronológica dos Escudos do Clube do Remo | Evolução Cronológica dos Escudos do Clube do Remo |           |           |      |           |           |              |
| 1905–1911                                         | 1911–1914                                         | 1914-1960                                         | 1960–1970                                         | 1970–1980 | 1990–2000 | 2005 | 2008-2012 | 2012–2014 | Escudo Atual |
| ------------------------------------------------- | ------------------------------------------------- | ------------------------------------------------- | ------------------------------------------------- | --------- | --------- | ---- | --------- | --------- | ------------ |

No 15º artigo do Estatuto Social de 1905, a primeira bandeira do Remo consistia em um retângulo azul-marinho, “tendo ao centro uma âncora branca, em sentido oblíquo, circulada por treze estrelas da mesma cor”. Após a reorganização de 1911, a âncora deu lugar a um escudo de formato semelhante a uma boia salva-vidas, cruzada por um par de remos. Na parte superior, vinha a descrição “Grupo do Remo” e ao meio, as iniciais “GR” entrelaçadas.
Em 1914, a agremiação passa a se chamar Clube do Remo. Com essa mudança, o escudo também se renova. A uniformidade circular do distintivo anterior é mantida, adicionando-se os recortes laterais simétricos típicos da heráldica britânica – herança de alguns fundadores do clube com formação acadêmica na Europa, especialmente na Inglaterra. A sigla GR dá lugar ao CR.

Em 2005, acabou conquistando o título da Série C, adotando assim, seu escudo alternativo por um curto período até o final da temporada em homenagem aos 100 anos de história. 
Com o decorrer dos anos, o escudo sofreu algumas alterações, sem que mudasse o seu estilo. A última modificação ocorreu em 2014, buscando resgatar as origens do clube e aliar ao conceito de modernidade. Segundo o Manual da Marca, o escudo azulino passou a ser um escudo de heráldica especial, com recorte arredondado simétrico nas regiões laterais superiores, bem como formato curvilíneo na região inferior. O Escudo será preenchido com cor azul-marinho, contornado por friso branco, tendo ao centro as iniciais CR (CLUBE DO REMO) entrelaçadas em monograma na cor branca, sendo vedadas quaisquer modificações em seu formato e coloração originais.

### Bandeira e flâmula
O escudo azulino está presente também em outros dois importantes símbolos do Clube do Remo: a bandeira e a flâmula. No esporte, estes objetos possuem diferentes significados. Enquanto a bandeira é identificar e representar o clube e seus torcedores, a flâmula tem como objetivo homenagear os adversários antes do início das partidas, independente do esporte.
Atualmente, ambas são assim definidas no artigo 19 do Estatuto Social do Clube do Remo:
"I- A bandeira do CLUBE DO REMO será de forma retangular, na cor azul marinho, contendo no ângulo superior esquerdo o respectivo escudo, sendo respeitada a distância mínima de 1/6 do tamanho total da imagem aplicada com relação às margens da Bandeira".

"II- A flâmula será de forma triangular em posição vertical, possuindo a mesma cor da bandeira e tendo ao centro o escudo oficial do Clube, acrescido ao topo a inscrição CLUBE DO REMO e abaixo o ano de 1905".

### Mascote
O mascote oficial do Clube do Remo é o Leão. A sua origem remete a 1944, quando o Remo enfrentou e venceu a equipe do São Cristóvão-RJ, terceiro colocado no Campeonato Carioca de 1943, por 1 a 0, no dia 30 de janeiro. O adversário azulino realizava uma excursão pelo Norte e Nordeste do Brasil e ainda não havia perdido em solo paraense, fato que valorizou ainda mais o triunfo remista. No dia seguinte, o saudoso jornalista Edgar Proença reportou-se à partida da seguinte forma no jornal O Estado do Pará:
| “ | Como um verdadeiro Leão Azul de garras aduncas, o Clube do Remo foi a própria alma da cidade | ” |
|   | — Edgar Proença.                                                                             |   |

Culturalmente, a imagem do leão remete, dentre outros significados, à força e garra, daí surge a comparação com a postura mostrada pelos atletas azulinos dentro de campo. Aliás, nenhum outro mascote representaria melhor o Clube do Remo e sua história, marcada por episódios de superação e coragem. A relação entre o animal e o clube é tão grande que à beira do gramado do estádio Evandro Almeida existe uma estátua de pedra de um leão azul-marinho em tamanho natural.

### Hino
O hino do Clube do Remo surgiu de uma adaptação feita pelo poeta Antônio Tavernard da marcha carnavalesca criada por Emílio Albim para o bloco Cadetes Azulinos, criado em 1933 e era formado por atletas, associados, dirigentes e torcedores que percorriam as ruas de Belém com destino à Praça da República. Tavernard trocou 30 palavras da marcha para criar o Hino dos Atletas Azulinos, publicado pela primeira vez no jornal O Estado do Pará, de 4 de fevereiro de 1941.

### Alcunhas

#### Clube de Periçá
Carlos Ferreira Lopes, mais conhecido pelo nome Periçá, nasceu em 18 de outubro de 1898. Filho do Juiz de Direito, Jorge Victor Pereira, ex-Intendende de Cametá, foi um dos atletas mais completos que já defenderam as cores do Clube do Remo, disputando competições como jogador de futebol, remador, nadador, além de participar de provas de resistência.
Quando disputava uma prova de mergulho, em 16 de maio de 1921, Periçá demorou a voltar para a superfície. Imediatamente seus irmãos e outros atletas mergulharam em sua busca e o encontrou preso no fundo da baía do Guajará. O atleta foi retirado com vida e rapidamente levado ao hospital Dom Luiz I, onde ficou hospitalizado por sete dias até falecer aos 23 anos de idade.
Pela bravura demonstrada como atleta, o apelido "Clube de Periçá" ficou marcando para sempre na história do Clube do Remo.

#### Filho da Glória e do Triunfo
Essa expressão foi criada pelo poeta Antônio Tavernard, o mesmo que fez a composição do hino oficial, que escreveu um artigo no jornal Folha do Norte, em 15 de agosto de 1931, se reportando a história e glórias do Clube do Remo.
O artigo:
| “ | Há vinte e seis anos êle nasceu na conjugação magnífica, quase olímpica do ideal com a mocidade. Encimou-lhe o berço o signo deslumbrante dos grandes predestinados. Ainda criança foi forte. Hércules menino, teve que sufocar as serpentes da Inveja e da Perfídia. Cresceu. Agigantou-se. O Destino deu-lhe compleição de aço e espírito de diamante. Mostrou-lhe muito ao longe, no píncaro da vertiginosa montanha, resplandecente e maravilhosa como o velocino de ouro ou o vaso do Graal, a sua finalidade. E êle avançou subindo, galgando vitórias, escalando apoteoses. Êle – o Perfeito! Êle – o Inimitável! Êle – o Clube do Remo! E, finalizando, uníssonos, todos os azuis, mas todos – da pátria fundadora do velho Andrade à puerícia do caçulo do Luzio; da benemerência incansável do Frazão à minha contristada desvalia – repitamos a saudação sagrada: – Ave, Clube do Remo, filho da glória e do Triunfo! | ” |
|   | — Antônio Tavernard. |   |

#### O Mais Querido
Em 1947, o jornal A Vanguarda promoveu concurso para que se conhecesse o clube mais querido de Belém.
Os leitores do jornal preenchiam cupons e colocavam nas urnas. Depois de meses de promoção, as urnas foram abertas dia 4 de dezembro de 1947. A contagem dos votos foi apurada e o concurso assim se classificou:
1° Clube do Remo - 43 038 votos
2° Paysandu - 39 639 votos
3° Recreativa Bancrévea - 26 429 votos
4° Sete de Setembro - 5 796 votos
5° União Esportiva - 4 949 votos
6° Tuna Luso - 3 476 votos
- Foram votados 53 clubes da capital.

O Clube do Remo recebeu o bronze "A província do Pará" pela vitória que o consagrou como o mais querido clube de Belém.

## Remo

### Remo
Surgido como Grupo do Remo, em 1905, o clube sempre manteve a sua tradição no esporte. É o maior campeão paraense náutico, tendo conquistado o seu primeiro título em 16 de novembro de 1911. A conquista mais significativa veio em 1934 quando o Remo conseguiu a posse definitiva do Troféu Lauro Sodré, que hoje ocupa um lugar de destaque na sede social social do clube.
Troféu Lauro Sodré
Durante 17 anos de disputa, entre 1917 e 1934, o Troféu Lauro Sodré era ofertado ao vencedor da prova "Yole com Quatro", do Campeonato Paraense. A posse definitiva do troféu só seria concedida ao clube que ganhasse a prova por três vezes seguidas. Após vários anos de intensos embates nas águas da baía do Guajará, o Clube do Remo finalmente conquistou o valioso troféu ao sagrar-se tricampeão em 1931, 1933 e 1934, em 1932 não houve campeonato, sempre a bordo do barco "Tuchaua". Até então, o Remo já havia sido campeão em seis oportunidades (1917, 1918, 1921, 1923, 1926 e 1929).
O troféu simboliza um gladiador defendendo uma mulher e uma criança, pesa 45 quilos, tem 60 centímetros de altura e 25 de largura. A estatueta foi construída na França por Jaeger.
Na primeira base do troféu, em frente e no meio, há uma placa de prata em que se lê a seguinte inscrição: 1917 - Campeonato Oficial de Remo do Estado do Pará. Em seguida surgem medalhas de ouro e prata, que representam os vencedores a cada temporada. Logo após vem as placas, as duas primeiras de prata e a terceira de ouro, na base do troféu que expressam, pela ordem, as vitórias azuis: 6 de julho de 1931, guarnição Arcino da Ponte Souza, Saturnino Barrozo Porto, Manoel Silva Nunes de Araújo e Taumaturgo Maués; 17 de setembro de 1933, guarnição Arcino da Ponte Souza, Saturnino Barrozo Porto, Manoel Silva Nunes de Araújo e Taumaturgo Maués; 29 de julho de 1934, guarnição Arcino da Ponte Souza, Saturnino Barrozo Porto, Manoel Silva Nunes de Araújo, Arthur Antunes Salgado e Taumaturgo Maués.
O Leão Marinho
Se no futebol, em 2004, o Leão Azul conseguiu a façanha extraordinária de ganhar o campeonato paraense com 100% de aproveitamento, conquista inédita desde o advento do profissionalismo no nosso futebol (a partir de 1945), no mar um feito semelhante foi concretizado pelos remadores remistas na baía do Guajará. No ano de 197], nos dez primeiros páreos disputados na primeira regata do ano, as guarnições azulinas venceram todas. A regata foi disputada nas categorias de: Yole a 4 remos, estreantes; single-skiff estreantes; outt-riggers a 4 remos com patrão, principiantes; out-riggers a 2 remos com patrão, novíssimo; single-skiff, principiantes; Yole a 4 remos, out-riggers a 4 remos com patrão, novíssimo; yole a 4 remos, estreantes, Double-skiff, principiantes e out-riggers a 8 remos. O Clube do Remo somou 120 pontos no total da regata. Participaram da competição outras três maiores forças do esporte da canoagem no estado: Recreativa Bancrévia, Tuna Luso Brasileira e Paysandu Sport Club.
Campeão Norte–Nordeste
Em 2015 o Remo trouxe mais um importante título para a náutica paraense: a 50ª Copa Norte–Nordeste. A competição foi disputada em Belém e contou com a participação 11 clubes e duas federações de sete estados (Amazonas, Bahia, Espírito Santo, Pará, Paraíba, Pernambuco e Rio Grande do Norte. Disputada inicialmente apenas por estados, a Copa Norte–Nordeste passou a incluir clubes a partir de 1995. A conquista do Clube do Remo foi a quarta obtida pelo Pará em todos os tempos.
Em 2018, o Leão conquistou o bicampeonato da Copa Norte-Nordeste, disputada em Brasília.
Principais conquistas
| MEDALHAS EM COMPETIÇÕES CONTINENTAIS | MEDALHAS EM COMPETIÇÕES CONTINENTAIS                              | MEDALHAS EM COMPETIÇÕES CONTINENTAIS | MEDALHAS EM COMPETIÇÕES CONTINENTAIS |
|                                      | Competição                                                        | Ano                                  | Medalhas |
| ------------------------------------ | ----------------------------------------------------------------- | ------------------------------------ | --- |
|                                      | XXIV Campeonato Sulamericano de Remo Máster (Assunção, Paraguai)  | 2019                                 | 1 |
|                                      | XX Campeonato Sulamericano de Remo Máster (Porto Alegre, Brasil)  | 2015                                 | 9 / 4 / 2 |
|                                      | XIX Campeonato Sulamericano de Remo Máster (Assunção, Paraguai)   | 2014                                 | 2 / 3 |
|                                      | XVIII Campeonato Sulamericano de Remo Máster (Concepción, Chile)  | 2013                                 | 1 / 2 |
|                                      | XVII Campeonato Sulamericano de Remo Máster (Mercedes, Uruguai)   | 2012                                 | 2 / 3 / 5 |
|                                      | XVI Campeonato Sulamericano de Remo Máster (Tigre, Argentina)     | 2011                                 | 2 / 4 / 1 |
|                                      | XV Campeonato Sulamericano de Remo Máster (Florianópolis, Brasil) | 2010                                 | 2 / 1 / 3 |
| INTERREGIONAIS                       |                                                                   |                                      | |
|                                      | Competição                                                        | Títulos                              | Temporadas |
|                                      | Copa Norte–Nordeste                                               | 2                                    | 2015 e 2018 |
| ESTADUAIS                            |                                                                   |                                      | |
|                                      | Competição                                                        | Títulos                              | Temporadas |
| Pará                                 | Campeonato Paraense                                               | 40                                   | 1911, 1913, 1914, 1915, 1917, 1918, 1921, 1923, 1926, 1929, 1931, 1933, 1934, 1941, 1945, 1947, 1961, 1966, 1967, 1968, 1970, 1971, 1972, 1979, 1980, 1982, 1984, 1986, 1987, 1990, 1991, 1992, 1999, 2001, 2010, 2011, 2012, 2013, 2015 e 2018 |
| HONRARIAS                            |                                                                   |                                      | |
|                                      | Competição                                                        | Títulos                              | Temporadas |
| Pará                                 | Troféu Lauro Sodré                                                | 1                                    | 1934 |

## Futebol

### Títulos

#### Categoria principal
Abaixo estão listados os principais títulos conquistados pelo Clube do Remo no futebol reconhecidos pela Confederação Brasileira de Futebol.[carece de fontes?]
| NACIONAIS          | NACIONAIS                       | NACIONAIS | NACIONAIS |
| Troféus            | Competição                      | Títulos   | Temporadas |
| ------------------ | ------------------------------- | --------- | --- |
|                    | Campeonato Brasileiro - Série C | 1         | 2005 |
| REGIONAIS          |                                 |           | |
| Troféus            | Competição                      | Títulos   | Temporadas |
|                    | Copa Verde                      | 1         | 2021 |
|                    | Taça Norte–Nordeste             | 1         | 1971 |
|                    | Torneio do Norte                | 3         | 1968, 1969 e 1971 |
| ESTADUAIS          |                                 |           | |
| Troféus            | Competição                      | Títulos   | Temporadas |
|                    | Campeonato Paraense             | 48        | 1913, 1914, 1915, 1916, 1917, 1918, 1919, 1924, 1925, 1926, 1930, 1933, 1936, 1940, 1949, 1950, 1952, 1953, 1954, 1960, 1964, 1968, 1973,1974, 1975, 1977, 1978,1979, 1986, 1989, 1990, 1991, 1993, 1994, 1995, 1996, 1997, 1999, 2003, 2004, 2007, 2008, 2014, 2015, 2018, 2019, 2022 e 2025 |
|                    | Torneio Início do Pará          | 14        | 1920, 1921, 1922, 1923, 1925, 1928, 1934, 1939, 1945, 1952, 1955, 1956, 1959 e 1964 |
| TURNOS DO ESTADUAL |                                 |           | |
| Troféus            | Competição                      | Títulos   | Temporadas |
|                    | Taça Cidade de Belém            | 2         | 2004 e 2014 |
|                    | Taça Estado do Pará             | 5         | 2004, 2007, 2008, 2012 e 2015 |

Abaixo estão listados os principais títulos não oficiais conquistados.
| INTERNACIONAIS  | INTERNACIONAIS                      | INTERNACIONAIS | INTERNACIONAIS                   |
|                 | Competição                          | Títulos        | Temporadas                       |
| --------------- | ----------------------------------- | -------------- | -------------------------------- |
|                 | Torneio Internacional de Caracas    | 1              | 1950                             |
| REGIONAIS       |                                     |                |                                  |
|                 | Competição                          | Títulos        | Temporadas                       |
|                 | Taça Norte–Nordeste                 | 1              | 1971                             |
|                 | Torneio do Norte                    | 3              | 1968, 1969 e 1971                |
| OUTROS          |                                     |                |                                  |
|                 | Competição                          | Títulos        | Temporadas                       |
| Suriname        | Torneio Internacional de Paramaribo | 2              | 1984 e 1999                      |
| Pará            | Quadrangular Internacional de Belém | 1              | 1954                             |
| Bahia           | Torneio Interestadual de Salvador   | 1              | 1967 SP x RJ x RS x BA x PE x PA |
| Pará · Goiás    | Torneio Pará-Goiás                  | 1              | 1972                             |
| Pará · Maranhão | Torneio Pará-Maranhão               | 1              | 1977                             |
| Pará · Ceará    | Torneio Pará-Ceará                  | 1              | 1994                             |
| Pará            | Torneio Quadrangular Stélio Maroja  | 1              | 1966                             |
|                 | Campeonato Paraense (LEP)           | 1              | 1932                             |
| Pará            | Seletiva Paraense da Taça Norte     | 1              | 1971                             |

 Torneio com chancela da CBD/CBF.
 Campeão invicto.
 Supercampeão.
¹ O Torneio Internacional de Caracas é considerado por alguns autores como o precursor da Pequena Taça do Mundo.

#### Categorias de base
| SUB-20 | SUB-20                    | SUB-20  | SUB-20                                    |
|        | Competição                | Títulos | Temporadas                                |
| ------ | ------------------------- | ------- | ----------------------------------------- |
|        | Copa Norte                | 2       | 2013 e 2014                               |
| Pará   | Campeonato Paraense       | 7       | 2004, 2008, 2011, 2014, 2016, 2021 e 2022 |
| Pará   | Copa Metropolitana        | 1       | 2009                                      |
| Pará   | Taça Adidas Pará          | 1       | 2012                                      |
| SUB-17 |                           |         |                                           |
|        | Competição                | Títulos | Temporadas                                |
| Pará   | Campeonato Paraense       | 4       | 2005, 2010, 2017 e 2021                   |
| Pará   | Taça Cidade de Belém      | 2       | 2009 e 2010                               |
| Pará   | Copa Sesi                 | 2       | 2010 e 2019                               |
| SUB-16 |                           |         |                                           |
|        | Competição                | Títulos | Temporadas                                |
| -      | Adidas Cup                | 1       | 2010                                      |
| SUB-15 |                           |         |                                           |
|        | Competição                | Títulos | Temporadas                                |
| Pará   | Campeonato Paraense       | 6       | 2003, 2006, 2008, 2015, 2018 e 2019       |
| Pará   | Copa de Futebol Suburbano | 1       | 2016                                      |
| SUB-13 |                           |         |                                           |
|        | Competição                | Títulos | Temporadas                                |
| Pará   | Campeonato Paraense       | 2       | 2007 e 2009                               |
| Pará   | Copa de Futebol Suburbano | 1       | 2016                                      |

 Campeão invicto.

#### Participações
|  | Participações em 2025 |

| Competição | Competição            | Temporadas | Melhor campanha            | Estreia | Última | P | R |
| Pará       | Campeonato Paraense   | 109        | Campeão (48 vezes)         | 1913    | 2025   |   | – |
|            | Copa Verde            | 12         | Campeão (2021)             | 2014    | 2025   |   |   |
| Brasil     | Campeonato Brasileiro | 15         | 7º colocado (1993)         | 1961    | 1994   |   | 1 |
| Brasil     | Série B               | 23         | Vice-campeão (1971 e 1984) | 1971    | 2025   | 2 | 3 |
| Brasil     | Série C               | 10         | Campeão (2005)             | 2005    | 2024   | 3 | – |
| Brasil     | Série D               | 4          | 3º colocado (2015)         | 2010    | 2015   | 1 |   |
| Brasil     | Copa do Brasil        | 34         | Semifinal (1991)           | 1990    | 2025   |   |   |

#### Campanhas de destaque
| Clube do Remo                   | Clube do Remo  | Clube do Remo    | Clube do Remo        | Clube do Remo        |
| Torneio                         | Campeão        | Vice-campeão     | Terceiro colocado    | Quarto colocado      |
| ------------------------------- | -------------- | ---------------- | -------------------- | -------------------- |
| Copa do Brasil                  | Não possui     | Não possui       | Não possui           | 1 (1991)             |
| Campeonato Brasileiro – Série B | Não possui     | 2 (1971, 1984)   | 3 (1981, 1989, 2000) | Não possui           |
| Campeonato Brasileiro – Série C | 1 (2005)       | 1 (2020)         | Não possui           | 1 (2024)             |
| Campeonato Brasileiro – Série D | Não possui     | Não possui       | 1 (2015)             | Não possui           |
| Copa Verde                      | 1 (2021)       | 2 (2015), (2020) | 1 (2016)             | 2 (2014, 2019)       |
| Torneio Norte–Nordeste          | Não possui     | 2 (1968, 1969)   | Não possui           | Não possui           |
| Copa Norte                      | Não possui     | 1 (1997)         | Não possui           | 2 (2000, 2002)       |
| Campeonato Paraense             | 48 vezes       | 35 vezes         | 7 vezes (desde 1995) | 1 vez (desde 1995)   |
| Taça Cidade de Belém            | 2 (2004, 2014) | 5 vezes          | 2 (2007, 2009)       | 3 (2007, 2011, 2012) |
| Taça Estado do Pará             | 5 vezes        | 5 vezes          | 1 (2011)             | Não possui           |
| Torneio Inicio do Pará          | 14 vezes       | Não possui       | Não possui           | Não possui           |

Outras campanhas notórias
- Campeonato Brasileiro de Futebol: 1961 (8º colocado), 1965 (9º colocado) e 1993 (7º colocado)
- Torneio Internacional de Toulon: 1994 (vice-campeão)

#### Retrospecto internacional
Em toda a sua história, o Clube do Remo já realizou 76 partidas internacionais, obtendo 45 vitórias, 20 empates, 11 derrotas, 172 gols marcados e 66 gols sofridos.
Dentre os adversários que o Leão Azul enfrentou, 13 são Suriname, 8 da Venezuela, 4 da Holanda, 3 da Guiana Francesa, 2 da França, 2 de Portugal, 2 do Uruguai, 2 da Iugoslávia, além das seleções de Bucareste/Romênia, Paraguai, Etiópia, Suriname e Caiena.
- Primeira partida:

Remo  2 x 1  Marimburg, 1940 (Paramaribo, Suriname).
- Última partida:

Remo  1 x 0  Etiópia, 10 de agosto de 2014, estádio Baenão (Belém, Pará).
- Maior goleada:

Remo  21 x 0  Combinado francês, 1945.
OBS: essa também é a maior goleada da história do Clube do Remo.

#### Confrontos contra seleções
Na sua história, o Clube do Remo já disputou jogos contra diversas seleções, sejam elas nacionais, estaduais ou municipais. Dentre as seleções estrangeiras que já enfrentaram o Leão Azul estão a do Suriname, Bucareste/Romênia e Caiena. O principal jogo contra uma seleção estadual aconteceu no dia 17 de outubro de 1928, quando o Remo goleou por 5 a 1 a seleção do Ceará, que disputou o Campeonato Brasileiro de Seleções daquele ano.
As partidas mais marcantes vieram na década de 1970. Entre os anos de 1972 e 1973, o Clube do Remo realizou três partidas contra a seleção brasileira olímpica, todos no estádio Evandro Almeida, com uma vitória para cada lado e um empate. O triunfo azulino contra os “olímpicos” veio no dia 9 de março de 1973, gol de Alcino aos 35 minutos do primeiro tempo.
Apesar de não ser tido como válido, vale ressaltar o amistoso de inauguração do estádio Mangueirão, em 4 de março de 1978, quando a seleção paraense goleou a seleção uruguaia por 4 a 0. Detalhe é que do elenco que compôs a seleção paraense, nove jogadores eram do Remo – Édson Cimento, goleiro; Marinho, lateral-direito; Dutra e Darinta, defensores; Aderson, volante; Mesquita e Leônidas, meias; Bira e Júlio César, atacantes –, um da Tuna – Zuza, lateral-esquerdo – e um do Paysandu – Bacuri, volante.

## Uniforme
Desde que surgiu, o Clube do Remo apresenta o azul-marinho e o branco como suas cores oficias. Sendo assim, os uniformes principais de todas as modalidades adotam o azul-marinho como cor predominante, invertendo-se a ordem nos uniformes secundários. Curiosamente, a camisa utilizada pelo time em sua primeira partida de futebol possuía listras horizontais.
A partir de 2020 a Kappa será a responsável por produzir o matérial esportivo do clube. Em 2013, quando a fornecedora era a Umbro, a camisa oficial do Clube do Remo daquela temporada foi eleita pelo site Goal como a mais bonita do Brasil e uma das dez mais do mundo.

### Uniformes de jogo
- 1º - Camisa azul-marinho, calção e meias brancas;
- 2º - Camisa branca, calção e meias azuis-marinhos.

| 1º Uniforme | 2º Uniforme | Terceiro |

### Uniformes anteriores
2022
| Primeiro | Segundo | Terceiro |  |

2021
| Primeiro (Kappa) | Primeiro 0 | Segundo 0 |  |

2020
| Primeiro | Segundo | Terceiro | 115 anos |  |

2019
| Primeiro | Segundo |  |

2018
| Primeiro | Segundo |  |

2017
| Primeiro | Segundo | Terceiro |

2016-2017
| Primeiro | Segundo |  |

2016
| Primeiro | Segundo |  |

2015
| Primeiro | Segundo | Terceiro |

2014
| Primeiro | Segundo |  |

2013
| Primeiro | Segundo |  |

### Camisa do Centenário
Em comemoração aos 100 anos do clube, a Finta lançou uma linha exclusiva e limitada de camisas douradas com detalhes em azul-marinho. Vale-se ressaltar que o maior jogador de futebol de todos os tempos, Pelé, quando veio jogar em Belém em 1965, vestiu o manto sagrado azulino.

### Camisas retrô históricas
No ano de 2009, a RemoStore, em parceria com a marca esportiva Pieri Sports, lançou o seu primeiro modelo retrô homenageando o tricampeonato paraense de 1924, 1925 e 1926. Em 2011, foi lançada uma camisa réplica da utilizada pelo time azulino nos anos 80.
Mais recentemente, no dia 2 de agosto de 2012, a loja oficial do Clube do Remo lançou um modelo alusivo ao ano de 1971, quando o Filho da Glória e do Triunfo conquistou a Taça Norte–Nordeste. Trata-se de uma cópia idêntica às camisas utilizadas pelo elenco azulino, em especial o craque Alcino, maior ídolo da história remista. A camisa traz a inscrição “Campeão Norte–Nordeste 1971”, abaixo do escudo do clube.

### Cronologia do material esportivo
- Adidas (1977-1989)
- Campeã (1990-1993)
- Amddma (1994-1995)
- Rhumell (1996)
- Penalty (1997-2000)
- Topper (2001-2004)
- Finta (2005-2007)
- Kanxa (2007-2008)
- Champs (2008-2009)
- Penalty (2010-2011)
- Umbro (2012-2016)
- Topper (2016-2019)
- Kappa (2020-2021)
- Volt Sport (2021-)

### Rivalidades

#### Re-Pa
O maior rival do Remo é o Paysandu Sport Club, com quem faz Clássico Rei da Amazônia ou Re-Pa, o maior da região Norte. O primeiro jogo ocorreu em 14 de junho de 1914 e terminou com vitória remista por 2 a 1. Nenhum outro confronto no mundo foi disputado tantas vezes quanto este. Ver estatísticas abaixo:
- Jogos: 763.
- Vitórias do Remo: 266.
- Vitórias do Paysandu: 238.
- Diferença a favor do Remo: 28 vitórias.
- Empates: 259.
- Total de gols: 1 936.
- Gols do Remo: 970.
- Gols do Paysandu: 966.
- Maior goleada do Remo: 7 x 2 em 5 de março de 1939.
- Maior público: 64.010 presentes em 29 de abril de 1979.
- Maior arrecadação: R$ 1.172.030,00 (38.193 pagantes) em 3 de março de 2013.

Último jogo considerado: Paysandu 1 x 1 Remo em 20 de fevereiro de 2022, 7ª rodada do Parazão.
O Re-Pa na história do Parazão
- Jogos: 354.
- Vitórias do Remo: 125.
- Vitórias do Paysandu: 106.
- Empates: 123.
- Gols do Remo: 421.
- Gols do Paysandu: 415.

Último jogo considerado: Paysandu 1 x 1 Remo em 20 de fevereiro de 2022, 7ª rodada do Parazão.
O tabu de 33 jogos
De 31 de janeiro de 1993 a 7 de junho de 1997, o Clube do Remo impôs o inesquecível tabu de 33 jogos sem perder para o seu maior rival, o Paysandu, sendo 21 vitórias e 12 empates. Segundo a revista Placar (setembro de 2007), essa foi a maior série de invencibilidade, em número de jogos, entre os maiores clássicos do futebol brasileiro.

#### Remo versus Tuna Luso
Remo x Tuna é outro clássico da cidade de Belém, o segundo mais importante do Pará. O primeiro confronto aconteceu em 15 de novembro de 1931. Tratava-se de um amistoso que terminou empatado em 0 a 0.
Ver estatísticas abaixo:
- Jogos: 471.
- Vitórias do Remo: 211.
- Vitórias da Tuna Luso: 130.
- Empates: 130.
- Gols do Remo: 728.
- Gols da Tuna Luso: 570.
- Maior goleada do Remo: 7 x 0, em 17 de maio de 1959.

No Campeonato Paraense: 230 jogos, 104 vitórias do Remo (358 gols), 59 vitórias da Tuna Luso (265 gols) e 67 empates.
Último jogo considerado: Remo 0 x 1 Tuna Luso, 29 de março de 2022, Semifinal (volta) do Paraense.

### Partidas históricas
Remo 0 x 0 Guarany (PA). 21 de abril de 1913. Campo da Praça Floriano Peixoto (Belém, PA).
Primeira partida da história do Clube do Remo.
Remo 4 x 1 Guarany (PA). 13 de maio de 1913. Campo da Praça Floriano Peixoto (Belém, PA).
Primeira vitória do Clube do Remo. O primeiro gol da história foi marcado por Rubilar.
Remo 4 x 1 União Sportiva. 14 de julho de 1913. Campo da Praça Floriano Peixoto (Belém, PA).
Primeiro jogo e primeira vitória no Campeonato Paraense. O Remo terminaria como campeão invicto desse ano.
Remo 2 x 1 Paysandu. 14 de junho de 1914. Estádio da firma Ferreira & Comandita (Belém, PA).
A estreia do até então Grupo do Remo no Campeonato Paraense de 1914 foi justamente contra o time que se tornaria seu maior rival no futebol, o recém-fundado Paysandu. O primeiro Clássico Rei da Amazônia também marcava a inauguração do estádio da firma Ferreira & Comandita, alugado pela Liga Paraense de Foot-Ball. Cerca de dois mil torcedores - maioria remista - estiveram presentes no histórico confronto. O Grupo do Remo venceu com gols de Bayma (contra) e Antonico; Mateus marcou o tento bicolor. Era o início do clássico mais disputado do mundo.
Remo 3 x 1 Panther Clube. 2 de setembro de 1917. Estádio do Clube do Remo (Belém, PA).
O jogo válido pelo Campeonato Paraense de Futebol marcou a estreia do Clube do Remo em seu estádio, o futuro Evandro Almeida (Baenão), inaugurado em 15 de agosto de 1917.
Remo 4 x 9 Santos (SP). 29 de abril de 1965. Estádio Evandro Almeida (Belém, PA).
Na temporada de 1965, o Clube do Remo trouxe pela primeira vez a Belém a poderosa equipe do Santos, cuja maior estrela era, sem dúvida, Pelé. O craque santista estava no auge da carreira e foi recebido com muita festa pela população e imprensa paraense. Mesmo jogando com apenas dois titulares - o restante do elenco estava em uma excursão pela Amazônia - o Leão chegou a estar na frente do placar, mas Pelé fez grande atuação e ajudou a sua equipe a vencer por 9 a 4, marcando cinco gols.
Todavia, o resultado não desanimou os torcedores. Afinal, tiveram o privilégio de presenciar um ato memorável: antes do início da partida, às 21h30, Pelé entrou em campo trajando a camisa do Clube do Remo, juntamente com um buquê de flores (homenagem da diretoria azulina), para a surpresa e euforia da torcida. Este episódio ficou marcado como a noite em que o Rei do Futebol vestiu o manto sagrado azul-marinho.
Remo 1 x 1 Benfica (POR). 8 de agosto de 1968. Estádio Evandro Almeida (Belém, PA).
Em 1968, a diretoria do Clube do Remo convidou o Benfica para um amistoso. Gigante do futebol europeu, a equipe portuguesa era o atual campeão nacional e foi base da seleção portuguesa que ficou em terceiro lugar na Copa do Mundo de 1966. Além disso os águias contavam com Eusébio, o Pantera Negra, considerado o maior jogador português de todos os tempos e um dos maiores do futebol mundial.
Os momentos que antecederam o confronto foram marcados pelas homenagens de ambas as equipes. O Benfica chegou a entregar as faixas de campeão paraense aos jogadores remistas e Eusébio vestiu a camisa principal do Clube do Remo em respeito ao Filho da Glória e do Triunfo. Mesmo com toda fama do adversário, o Leão Azul honrou o futebol paraense e obteve um empate histórico de 1 a 1. Torres marcou para o Benfica e Amoroso para o Remo.
Vitória (BA) 0 x 0 Remo. 9 de novembro de 1972. Estádio Fonte Nova (Salvador, BA).
Primeira partida de uma equipe nortista na Primeira Divisão do Campeonato Brasileiro.
Flamengo (RJ) 1 x 2 Remo. 25 de outubro de 1975. Maracanã (Rio de Janeiro, RJ).
O Leão vinha mal na segunda fase do Campeonato Brasileiro. Em seis jogos, foram cinco derrotas e um empate. Diante da péssima campanha do Remo, a mídia esportiva do Rio de Janeiro já contava com a vitória flamenguista. O Jornal dos Sports chegou a publicar a manchete "Flamengo x Remo: 8 + 3 = 11", contabilizando os pontos do provável triunfo rubro-negro. Motivados pelo descrédito geral, os jogadores azulinos fizeram grande partida e venceram por 2 a 1, gols de Alcino e Mesquita, a equipe de Zico, Júnior, Rondinelli e cia. O Galinho marcou o gol carioca. Essa partida entrou para a história como a primeira vez que um time paraense venceu no lendário Maracanã, o "maior do mundo".
No dia seguinte, o mesmo Jornal dos Sports publicou: "Mengo errou a conta: 11 - 3 = 8".
Remo 5 x 2 Paysandu. 7 de setembro de 1976. Estádio Evandro Almeida (Belém, PA).
A ocasião marcou o maior público já registrado na história do Baenão: 33 487 pessoas viram a goleada azulina no clássico válido pelo Campeonato Brasileiro.
Remo 2 x 0 Operário (MS). 20 de fevereiro de 1978. Estádio Mangueirão (Belém, PA).
O Campeonato Brasileiro de 1977 virou o ano. Remo e Operário faziam grandes campanhas e ambos estavam na luta pela única vaga para a semifinal da competição. Inicialmente, esta partida seria disputada em 12 de fevereiro daquele ano, no Baenão. Porém, no dia do jogo, 29 934 pessoas superlotaram o estádio azulino, que não aguentou tamanha pressão e teve um de seus muros desabado, paralisando a partida aos 22 minutos do primeiro tempo.
Naquela época, o Mangueirão estava em fase final de construção. O governador Aloísio Chaves vistoriou o estádio e determinou que ele poderia receber o tão importante confronto. Em 20 de fevereiro, uma gigantesca massa de torcedores invadiu o "Colosso do Benguí" proporcionando um dos maiores, se não o maior, públicos do futebol paraense em todos os tempos. As estimativas dão conta de que cerca de 50 mil pessoas estiveram presentes naquela segunda-feira, entretanto há relatos de quem ali havia muito mais gente.
Na partida, o Remo iniciou arrasador. Logo aos quatro minutos, Mego abriu o placar a favor dos azulinos, o primeiro gol da história do estádio. A partir daí o que se viu foi um grande duelo. O Operário buscava incessantemente o empate. Já o Remo, o segundo gol para dar mais tranquilidade. E ele veio, aos 42 minutos do segundo tempo. Novamente Mego, em tarde inspirada, faz um golaço e dá números finais à partida. Foi com essa vitória espetacular que o Filho da Glória e do Triunfo inaugurou, ainda que extraoficialmente, o maior estádio da região Norte e, de quebra, ainda estreava as suas duas traves.
Vitória (BA) 0 x 0 Remo. 25 de abril de 1991. Estádio Barradão (Salvador, BA).
Segundo jogo das quartas-de-final da Copa do Brasil de 1991. No primeiro duelo, 18 de abril, o Remo venceu por 2 a 0, gols de Edil Braddock e Tiago a abriu grande vantagem. No jogo de volta, o Clube de Periçá segurou o empate sem gols e garantiu a sua classificação para a semifinal. Nunca uma equipe nortista chegou tão longe na história da competição.
Remo 3 x 1 Paysandu. 7 de maio de 1997. Estádio Mangueirão (Belém, PA).
Fazia 32 jogos em que o Remo não sabia o que era derrota em clássicos contra o seu maior rival. Entretanto, o Leão passava por um crise interna, ocasionada pela perda do título da Copa Norte de 1997, três dias antes, que culminou com a demissão do técnico Luisinho. Diante dessa situação, o volante Agnaldo Seu Boneco e o zagueiro Belterra, as maiores referências do time azulino, tomaram a responsabilidade para si. No dia do confronto, ambos exerceriam o papel de orientar a equipe ao mesmo tempo em que jogavam.
O Paysandu vencia por 1 a 0. Os jogadores/treinadores resolveram deixar o time ainda mais ofensivo, colocando em campo impressionantes cinco atacantes. Em ataque total, o Clube do Remo fez três gols em apenas 11 minutos e, dessa forma, conquistou o título do primeiro turno do Parazão - deixando-o ainda mais próximo do pentacampeonato -, além de manter o histórico tabu. Aos bicolores, restava lamentar mais uma tentativa frustrada de pôr fim à invencibilidade azulina.
CRB (AL) 1 x 2 Remo. 30 de outubro de 1999. Estádio Rei Pelé (Maceió, AL).
Na Série B de 1999, os três representantes do Pará, Remo, Paysandu e Tuna chegaram à última rodada da competição com sérias chances de rebaixamento. Ao Leão Azul não importava outro resultado que não fosse a vitória e foi com esse pensamento que o time azulino viajou até Maceió (AL) para enfrentar o CRB. No dia do jogo, o time alagoano saiu na frente, mas Júlio César empatou aos 30 minutos do primeiro tempo. Na segunda etapa, o Mais Querido lutava para marcar mais um gol. Quando o relógio marcava 35 minutos, o lateral-direito Anderson cobra um escanteio e Scott, de cabeça, manda a bola para o fundo das redes, decretando a vitória e a salvação azulina.
O repórter da Rádio Clube do Pará Paulo Caxiado, em momento de grande emoção, nomeou o gol como "O Gol da Santinha", já que a cidade de Belém estava no período de festividade do Círio de Nossa Senhora de Nazaré, padroeira dos paraenses. Curiosamente, antes desse jogo, o Remo ainda não havia ganho uma partida sequer longe de seus domínios. Apenas o Filho da Glória e do Triunfo conseguiu honrar o futebol do Pará naquele certame.
Remo 4 x 1 Tocantinopólis (TO). 18 de novembro de 2005. Estádio Mangueirão (Belém, PA).
O Remo teria pela frente um tarefa complicada. Como havia perdido o jogo de ida do primeiro mata-mata da Série C de 2005 por 2 a 0, o Leão precisaria vencer por três ou mais gols de diferença se quisesse passar direto.
Na data da partida, a torcida azulina, que já espantava o Brasil, deu mais uma prova de fanatismo e lotou o Mangueirão. Empurrado pelo Fenômeno Azul, o Clube do Remo conseguiu fazer dois gols no primeiro tempo. No segundo, porém, o que todos temiam aconteceu. Aos 21 minutos, o time tocantinense diminuiu o placar e dificultou ainda mais a vida do Leão. Em um lance na entrada da área, a bola sobra para o zagueiro azulino Magrão que a chuta, ela desvia em um atleta adversário e entra para o fundo das redes, incendiando a partida. Pouco tempo depois, o juiz marca pênalti a favor do Remo, mas Emerson perde para a decepção geral dos torcedores.
A situação era desesperadora, mas o Leão não desistia. Após um lançamento, Landu, fazendo jus ao apelido de Locomotiva, parte em incrível arrancada da intermediária e consegue chegar antes do goleiro do Tocantinópolis, sendo derrubado dentro da grande área. Nova penalidade para o time remista. O centroavante Osny assume a responsabilidade e bate de forma indefensável, aos 40 minutos. O Leão fazia 4 a 1 e estava classificado para a fase seguinte. Esse jogo foi inesquecível e ficou guardado na memória do torcedor como um dos mais emocionantes já vistos.
Novo Hamburgo (RS) 1 x 2 Remo. 20 de novembro de 2005. Estádio Santa Rosa (Novo Hamburgo, RS).
Última rodada do quadrangular final da Série C de 2005 que definiria quem ascenderia à Segundona do ano seguinte. O Remo somava sete pontos contra oito do Ipatinga (MG) e nove do América de Natal (RN). Só a vitória interessava ao Mais Querido.
O jogo decisivo do Clube do Remo seria longe de sua torcida. Após um primeiro tempo sem gols, o Leão Azul volta do intervalo arrasador e faz 1 a 0 já aos três minutos através do atacante Capitão. Aos 29', Maurílio amplia o placar. Luís Gustavo chegou a descontar para o Novo Hamburgo, de pênalti, mas não impede a vitória azulina. O placar garantia o acesso para o Clube do Remo. Porém, o empate de 0 a 0 entre Ipatinga e América beneficiou o Filho da Glória e do Triunfo que sagrou-se campeão brasileiro da Série C de 2005, coroando o ano do centenário com a conquista do primeiro título nacional de sua história. Uma festa nunca antes vista parou a cidade de Belém, que continuou no dia seguinte com a chegada dos campeões no aeroporto tomado por uma multidão azul-marinho.
Remo 2 x 0 Paysandu. 18 de abril de 2015. Estádio Mangueirão (Belém, PA).
Segundo jogo da semifinal da Copa Verde 2015 que definiria quem avançava à grande final da competição. O Remo passava por uma grave crise financeira, onde os jogadores estavam com meses de salário atrasado e sequer concentraram para a partida. A missão dos azulinos era muito difícil naquela tarde, afinal a primeira partida foi vencida com sobra pelo rival por 2 a 0. O Leão precisava vencer por dois gols de diferença para, no mínimo, levar a decisão para os pênaltis.
O Remo buscava o gol desde o início da partida, que saiu aos 40 minutos após um belíssimo chute de Dadá. No segundo tempo não foi diferente. Após muita insistência, o segundo gol veio aos 42 minutos com Sílvio, que entrou no decorrer da etapa final e fazia sua primeira partida profissional, após rebote do goleiro. Nos pênaltis, o Remo acertou todas as quatro primeiras cobranças enquanto o Paysandu desperdiçou uma. Coube ao lateral Levy converter a última cobrança e selar a classificação azulina para a final, quando para muitos era tida como impossível.
Remo 3 x 1 Operário Ferroviário (PR). 18 de outubro de 2015. Estádio Mangueirão (Belém, PA).
Segundo jogo das quartas de final do Campeonato Brasileiro Série D 2015. Após 7 anos com tentativas sem sucesso de voltar à Série C e até mesmo ficando sem divisão, chegava o grande dia. O Remo tinha a vantagem do empate por ter vencido o primeiro jogo por 1 a 0 e nem por isso se acuou. Com um Mangueirão extremamente lotado, o Leão abriu o placar aos 21 minutos do primeiro tempo com Welthon. Na etapa final, o grande destaque azulino naquela temporada Eduardo Ramos fez o segundo e ainda deu uma assistência para Aleílson marcar o terceiro gol. Alemão descontou para o Operário. Restou apenas esperar o apito final do árbitro para decretar o fim do sofrimento azulino e o tão sonhado acesso.
Remo 1 x 0 Paysandu. 10 de janeiro de 2021. Estádio Mangueirão (Belém, PA).
Em temporada marcada pelas consequências da pandemia provocada pela COVID-19, o Clube do Remo conquistou o acesso para a Série B de 2021 após 13 anos. O jogo que garantiu o acesso foi justamente contra o maior rival, na penúltima rodada da segunda fase da Série C, em confronto que ficou conhecido como a reedição do "Re-Pa do Século", pois uma vitória praticamente garantia a subida para Segunda Divisão. No caso do Remo, era necessária uma combinação de resultados, na qual precisava que o Londrina (PR) não vencesse o Ypiranga (RS). Foi o que aconteceu: o Remo venceu por 1 a 0, gol de Salatiel, e o empate de 1 a 1 entre Londrina e Ypiranga garantiu o tão esperado acesso para a torcida azulina.
Remo 0 (4) x (2) 0 Vila Nova (GO). 11 de dezembro de 2021. Estádio Baenão (Belém, PA).
Após um surpreendente rebaixamento na Série B de 2021, o Remo foi tentar amenizar a queda com o título inédito da Copa Verde. No primeiro jogo, em Goiânia, o Remo resistiu e segurou um empate sem gols com o Vila Nova. No segundo e decisivo jogo, diante do Fenômeno Azul fazendo uma festa linda, o Remo novamente empatou em 0 a 0. O título seria decidido nos pênaltis. Brilhou a estrela do goleiro Vinícius, que defendeu duas cobranças; Neto Pessoa, Raimar, Marlon e Fredson converteram as cobranças que deram a vitória ao Remo por 4 a 2 e consequentemente o primeiro título azulino na história da Copa Verde.

## Patrimônio
Ao longo de sua existência, o Clube do Remo construiu um patrimônio imobiliário digno do seu tamanho e que hoje é utilizado para desenvolver atividades relacionadas ao dia-dia do clube assim como de seus sócios e atletas.
Tudo isso possibilita praticar as atividades esportivas tanto amadoras quanto profissionais em seu próprio espaço, como por exemplo, a natação no parque aquático, o vôlei, o basquete e o futsal no Ginásio Serra Freire e assim por diante. A estes se juntam ainda o Estádio de Futebol Evandro Almeida, popularmente conhecido como Baenão, a Sede Náutica que da fundo para a baía do Guajará, local de treinamentos dos atletas de Remo e é claro a sede social onde funciona as atividades administrativas do Clube.
Tem ainda o que muitos considerariam como o maior e mais bonito patrimônio do Clube, a torcida, também conhecida como Fenômeno Azul. As dimensões são inimagináveis, não se sabe ao certo a quantidade mais entre tantas pesquisas já realizadas sempre foi apontada como a maior do estado, estando ainda entre as maiores do Brasil. Fato que comprova isso foi à média alcançada durante a disputa do Campeonato Brasileiro de Futebol da Série C onde a torcida atingiu a maior média de público entre todos os outros módulos do campeonato.

### Sede náutica
A sede náutica azulina está localizada no bairro da Cidade Velha, berço de Belém, cercada por monumentos históricos da cidade como o Forte do Presépio, a Casa das Onze Janelas e a Igreja da Sé, com fundos para a baía do Guajará.
O terreno e o prédio onde funciona a sede foram alugados por integrantes do Grupo do Remo, junto à Intendência Municipal, em 1905. A inauguração se procedeu no dia 1 de outubro, quando foi efetuado o batismo e o lançamento ao mar da primeira embarcação do clube, uma baleeira denominada “Tibiriçá”.
O contrato de aluguel durou até 1908, quando os azulinos não conseguiram renová-lo, gerando uma crise interna dentro do clube que culminou com a sua extinção no em 14 de fevereiro. Três anos mais tarde, o Cordão dos Onze conseguiu alugá-la mais uma vez.
Em 7 de março de 1923, a sede foi adquirida em definitivo pelo Clube do Remo, que iniciou um período de reformas até 1925, sendo inaugurada no dia 12 de abril. Durante muito tempo, essa também serviu como sede social do clube, assim como serviu de garagem de barcos de regata, ainda hoje existente no térreo do prédio, e local para a prática de diversas atividades como caratê, defesa pessoal, ginástica e dança clássica.
Trata-se de um imóvel com 9,70 metros de frente por 68,70 metros de comprimento, tendo três níveis de piso, sendo o primeiro com uma área igual a 580 m², o segundo com 496 m² e o terceiro com 60 m². A sede comporta em sua estrutura uma mini-academia, com aparelhos básicos de musculação para os atletas e garagem para os barcos do clube.

### Estádio
O estádio Evandro Almeida foi inaugurado em 15 de agosto de 1917, na comemoração do aniversário de 6 anos de reorganização. Inicialmente, o Baenão, como é popularmente conhecido, tinha capacidade para apenas 2 500 pessoas. Com o passar do tempo, o futebol foi se popularizando entre os paraenses, especialmente nos torcedores do Clube do Remo, tornando o Beanão obsoleto.
Após várias reformas estruturais (1935 e 1962), a capacidade do estádio aumentou para cerca de 20 mil espectadores fazendo com que fosse o único do Pará com condições de abrigar jogos do Campeonato Brasileiro de Futebol a partir de 1972, já que o Mangueirão ainda não havia sido construído.

### O Retorno do Rei
Em 2013, na gestão do presidente Zeca Pirão, foi elaborado um ambicioso projeto que visava transformar o estádio em uma moderna arena de futebol. Dentre as mudanças, constava a troca do gramado, a substituição do alambrado por placas de acrílico, novo sistema de iluminação e a construção de uma nova ala de camarotes. Porém, apenas os dois primeiros itens foram cumpridos. No ano seguinte, a área onde ficavam as cadeiras vips do estádio (onde seriam construídos os camarotes) foi demolida bem como o sistema de iluminação desinstalado, mas a não reeleição de Zeca Pirão impediu o prosseguimento da reforma.
No dia 1 de maio de 2014, o Remo venceu o Independente por 4 a 0 - revertendo uma vantagem de 3 a 0 do clube de Tucuruí - e classificou-se para a final do Campeonato Paraense, do qual seria campeão. Essa foi a última partida de caráter oficial disputada pelo Leão em sua casa, já que nos anos que se sucederam, a estrutura do Baenão foi progressivamente se deteriorando, tornando-o inapto a sediar jogos válidos por competições oficiais. Tal situação era um reflexo dos momentos de instabilidade política em que o Clube do Remo se encontrava.
Para se ter uma ideia, até 2016, nenhum presidente eleito conseguiu efetivamente terminar o mandato. Como resultado, vários propostas para a reabertura do estádio surgiram, no entanto, nenhum apresentou resultados significativos. Foi então que em 2017, um grupo de torcedores resolveu tomar a frente das obras, através do projeto "O Retorno do Rei ao Baenão", que previa a volta do estádio após a conclusão de 10 etapas.
De início tímido, com recursos oriundos de vendas de copos e arrecadação nos jogos, o projeto foi ganhando cada vez mais força e adeptos, inclusive com apoio da diretoria azulina. Mesmo com tantas as dificuldades, todo o empenho foi recompensado e, depois de cinco anos, o Baenão foi reaberto, cumprindo todas as exigências impostas pela CBF e com capacidade para 13.792 torcedores. O reencontro com a torcida ocorreu na data de 13 de julho de 2019, quando o Clube do Remo empatou em 2 a 2 com o Luverdense, em jogo válido pela Série C, com grande festa do Fenômeno Azul.
O nome do estádio foi uma homenagem ao grande atleta e dirigente do clube, Evandro de Melo Almeida, falecido em 1964.
- Para visualizar alguns jogos marcantes, clique em anexo.

### Sede social
O Clube do Remo apresenta como sua sede social um belíssimo imóvel de 3.275m², localizado na Av. Nazaré, centro de Belém. Denominada de "Palácio Azul", lá é oferecida aos sócios e torcedores, uma imensa estrutura que permite a prática de várias atividades esportivas assim como recreativas. A sede social do Clube do Remo foi construída onde antes era o prédio do Sport Club do Pará. O imóvel foi adquirido em 11 de agosto de 1938 em um leilão e custou 150 contos de reis, na administração do Dr. Adriano Guimarães. Passou por ereformas no ano de 1942. Em 1955 o prédio foi totalmente reconstruído pelo engenheiro Arthur Carepa e seu amigo e auxiliar José Heimar Lacerda, sendo entregue em 1959.
A sede apresenta dois andares: no térreo funcionam as atividades administrativas do clube, empresas terceirizadas e o Senadinho Everaldo Martins, fundado em março de 1983, local destinado aos encontros de abnegados, conselheiros, diretores e companheiros. No pavimento superior, o Salão Social, utilizado para solenidades e festas. Na entrada da sede ficam expostos os inúmeros troféus já conquistados pelo Remo nas mais variadas modalidades esportivas. O local oferece ainda restaurante, salão de jogos, bar, lanchonete e o salão Antônio Tavernard, onde ficam os grandes armários que guardam um dos maiores tesouros do Remo: seus troféus.
Como anexo se apresenta o Ginásio Serra Freire, onde são realizadas as atividades de futsal, vôlei e basquete pelos atletas do clube e o parque aquático onde acontece os treinamentos dos atletas da natação e do nado sincronizado. O acesso para a sede social, assim como para o parque aquático acontece sempre pela Av. Nazaré, para o ginásio em dias de competições a entrada acontece pela Av. Braz de Aguiar.

### Parque aquático
O parque aquático azulino funciona dentro da sede social do clube, localizada na Av. Nazaré. Foi inaugurado em 1 de fevereiro de 1959, pela Comissão de Construção, custando cerca de CR$3 milhões. No total são três piscinas, sendo duas com dimensões semi-olímpicas e uma destinada a natação infantil. Por lá são realizadas três modalidades esportivas, a natação, hidroginástica e o nado sincronizado. No espaço funciona ainda o departamento administrativo de natação, uma casa de bombas para o tratamento da água utilizada nas piscinas, academia e vestiários.

### Ginásio
O ginásio do Remo foi inaugurado em 31 de julho de 1963. Na época, a sua construção, comandada pelo engenheiro Evandro Bonna, foi considerada um marco da engenharia paraense. Para se ter uma ideia, a sua cobertura possuía o maior arco laminado da América Latina.
Denominado oficialmente de Serra Freire – homenagem a um remista histórico, com larga folha de serviços prestados ao clube – o ginásio possibilitou o desenvolvimento dos esportes de quadra do Clube do Remo, que coleciona inúmeras conquistas no basquete, vôlei e futsal. O ginásio comporta ainda vestiários, salas administrativas e um prédio comercial com dois pavimentos.
O Serra Freire está em anexo à sede social azulina, porém a sua entrada se dá pela Av. Braz de Aguiar, justamente para evitar o percurso por dentro da sede, com destino à quadra poliesportiva. Em 2014, foi reinaugurado após a realização de reformas em sua estrutura, como a substituição da arquibancada original de madeira da região por concreto, a revitalização da quadra principal,     de banheiros, vestiários, pintura, entre outras melhorias.

### Loja
A Loja do Remo é a rede de lojas oficial do Clube do Remo e a maior de um clube do Norte do Brasil. Lançada em 2015, comercializa uma extensa variedade de produtos que vão desde os materiais oficiais de jogo até artigos diversos de marcas licenciadas do clube. Atualmente o Remo conta com várias lojas físicas espalhadas pela Belém, além de unidades em Ananindeua, Castanhal e até fora do estado, em Macapá (AP).
Em 2021, o Clube do Remo inaugurou uma nova loja-conceito, a Rei da Amazônia, localizada no estádio Baenão e, posteriormente, uma outra unidade situada na sede social. Isso é fruto da parceria com a fornecedora de materiais esportivos do Remo, a Volt Sport, servindo ainda para a comercialização de produtos da "Rei", marca própria do Clube do Remo.

### Centro de Treinamento
Em 4 de junho de 2021, o Clube do Remo anunciou a compra do Centro de Treinamentos do Carajás Esporte Clube, a ser quitado até o final da gestão do presidente Fábio Bentes, em 2023. Com cerca de 98 mil m², o CT comporta em sua estrutura três campos de Futebol, incluindo o estádio "Mamazão", com capacidade para 800 torcedores, entre outras áreas. O local passa por constantes melhorias, já sendo utilizado para treinos e competições dos times feminino e de base, e previsão de uso pelo time principal a partir do início de 2023.

## Torcida
Originalmente, o Leão Azul nasceu voltado para a prática do remo, esporte muito praticado principalmente da elite paraense no início do século XX, fazendo com que a agremiação tornar-se a preferência clubistíca entre as famílias dos chamados “barões da borracha”. Com a inclusão do futebol em 1913, iniciando uma histórica sequência de sete títulos consecutivos, o Clube do Remo foi aos poucos atingindo outros segmentos da sociedade paraense, contribuindo para o rápido crescimento do número de simpatizantes. Prova disso foi a pesquisa realizada pelo jornal A Vanguarda, em 1947, que condecorou o Clube do Remo como o “Mais Querido da Cidade”, alcunha pela qual o clube é conhecido até hoje.
A votação durou mais de dois meses. Durante esse período, os leitores preenchiam cupons, publicados no jornal, com o nome do time de sua preferência e os depositavam em urnas espalhadas pela cidade. No dia 4 de dezembro de 1947, foi feita a apuração dos votos e o Clube do Remo foi considerado vencedor com 43 038 votos, cabendo ao Paysandu o segundo lugar com 39 639 votos e a Recreativa Bancrévea em terceiro com 26 429. A votação registrou 53 clubes em toda a capital paraense. Como prêmios, o Clube do Remo recebeu o bronze “A Província do Pará” e 3 000 tijolos da Fábrica Cerâmica da Cidade Limitada.
Na década de 1970, a conceituada Placar, elegeu os clubes de maior torcida em cada estado brasileiro e novamente o Leão Azul confirmou a sua supremacia no Pará. Os anos 90 contribuíram ainda mais para o aumento de torcedores azulinos, em função dos grandes feitos do clube nesse período: oito títulos estaduais (dentre eles um pentacampeonato), grandes campanhas nacionais e supremacia no Clássico Rei da Amazônia (o histórico tabu de 33 jogos sem perder para o maior rival).
Entretanto, a partir da década de 2000, o Clube do Remo começou a entrar em um período turbulento em sua história com sucessivos fracassos em competições nacionais como a queda para a Série C de 2005, além de que há sete anos o clube tenta a classificação para a Série D, obtendo êxito apenas em 2010 e 2012.
Apesar das dificuldades, a torcida azulina, ao contrário das expectativas, só fez aumentar. Prova disso foi o Ibope que classificou o Clube do Remo como o maior do Norte e o 16º do Brasil no ranking de maiores torcidas do país, além de ser o nortista que mais cresce entre os torcedores na faixa de 10 a 15 anos, superando clubes como Botafogo-RJ, Fluminense-RJ e Coritiba. Na capital Belém, o Remo concentra sua maior torcida. Atualmente, a torcida azulina varia entre 1 milhão a 2 milhões.

### O Fenômeno Azul
O Clube do Remo não é conhecido apenas pelo tamanho de sua torcida, mas também pelos seus fanáticos torcedores. A maior demonstração desse fanatismo foi em 2005, quando o Leão disputava pela primeira vez a Série C. A torcida azulina deu show nas arquibancadas do estádio Mangueirão, conquistando a fantástica média de 30.869 torcedores por partida, a maior do Brasil, superando clube como Flamengo-RJ, Corinthians-SP e Atlético-MG. O apelido de Fenômeno Azul foi dado pelo repórter da Rádio Clube do Pará, Paulo Caxiado que faz a cobertura do dia-a-dia do Remo.
No jogo contra a equipe do Nacional no dia 16 de outubro de 2005, mais de 45 000 pessoas compareceram ao Mangueirão. Tamanha grandiosidade supreendeu até o técnico do time adversário, o ex-jogador da Seleção Brasileira de Futebol Luís Carlos Winck que fez uma declaração emocionada sobre o Fenômeno Azul:
"É inacreditável. Isso aqui nem parece a Terceira Divisão. Parece público de Copa do Mundo!"— Luís Carlos Winck
Historicamente, entre os clubes paraenses, o Remo é o que mais levou torcedores aos estádios desde a criação dos torneios nacionais a partir de 1959. Ano após ano, o Fenômeno Azul reforça a sua fama, aparecendo na liderança de público no Norte e entre as 20 maiores médias do país.

### Torcidas organizadas
De acordo com o livro Parazão Centenário – A História do Campeonato Paraense de Futebol, a primeira torcida organizada do Clube do Remo foi criada em 1967. Tratava-se de uma charanga, que instituiu o grito de guerra “Remo, Remo, Clube Macho sim senhor!”. O chefe da torcida era o torcedor Rui Pereira, filho do ex-presidente azulino, Jarbas Pereira. O segundo chefe foi José Alencar, o terceiro foi Edílson Dantas, e o quarto foi José Miranda.
Nos anos 70, a principal torcida azulina era a Sangue Azul, extinta anos mais tarde. No dia 12 de outubro de 1985, surgia a tradicional Trovão Azul, famosa pela sua bateria. A Piratas Azulinos surgiu em 12 de outubro de 1986, no bairro do Guamá.
Em março de 1989 fundou-se a Remista, antiga Remoçada, a maior organizada azulina atualmente, donde parte a maioria dos cânticos e coreografias. Seu lema é “Porque amor e paixão pelo Clube do Remo são eternos”.
Em 1999, moradores do bairro Cidade Nova 6 fundaram a Pavilhão 6 (“A Rebelião Azulina”), cujo nome é a junção do número do bairro com a palavra “pavilhão” retirada do hino oficial do Clube do Remo. Apesar de mais nova, a Leões da Real, criada em 2004, ficou conhecida pela sua organização e o apoio a campanhas em prol do Remo.
Existem outras organizadas menores, mas que também sempre marcam presença nos jogos do Leão Azul como: ARTUTA, Amigos Azulinos, Império Azul, Remo Chope, Metal Remo, Ver-o-Remo, formada por feirantes do Ver-o-Peso, Remowar, formada por fãs de heavy metal (o nome é uma junção entre Remo e a banda americana Manowar), Guamazulinos, composta por torcedores de São Miguel do Guamá, Remosat, composta por torcedores do conjunto Satélite e a Remulher, voltada para o público feminino. Há também a Camisa 33 - referência ao histórico tabu do Clube do Remo no Clássico Rei da Amazônia -, que não se caracteriza como uma torcida organizada, mas sim uma barra-brava famosa por cantar durante o jogo inteiro, mesmo em situações adversas.

### Nação Azul
O Nação Azul é o projeto de sócio-torcedor do Clube do Remo. Criado em 2009 o programa visa buscar uma maior proximidade entre o clube e o seu torcedor. Após alguns anos de estagnação, o Nação Azul cresceu assustadoramente em 2015 com o lançamento da campanha "Pelo Remo Somos Leões", ano que o Remo foi o 5º clube brasileiro com maior número de adesões. Segundo o Torcedômetro do Movimento por um Futebol Melhor, o Leão possui atualmente mais de 16 mil associados, classificando o Nação Azul como o 15º maior programa de sócio-torcedor do Brasil.

### Escola de samba
A Embaixadores Azulinos é uma escola de samba oriunda da comunidade da Sociedade Cultural do Pará Luiz Otávio Cardoso dos Santos (Socult), fundada em 1983. A Embaixadores é a representante da torcida do Clube do Remo no carnaval de Belém. Em 2008, sagrou-se campeã do grupo 3, conquistando o seu segundo título, com o samba-enredo “Socult é jubileu, é história... São 25 anos de glória”. Em 2016 a Embaixadores levou para a Avenida do Samba o enredo "Feliz Lusitânia, berço do Filho da Glória e do Triunfo", em homenagem aos 400 anos da cidade de Belém a ao local de origem do Clube do Remo.
Leões na Folia
O bloco de carnaval "Leões na Folia" é um bloco de empolgação do carnaval de Abaetetuba (Pará).

## Treinadores
- Fernando Oliveira (????)
- José Carlos Amaral (????)
- Julio Véliz (1956–1957)
- Danilo Alvim (1968–1970)
- João Avelino (1972)
- Paulo Emílio (1974)
- Paulinho de Almeida (1974)
- Paulo Amaral (1976–1977)
- Juan Álvarez (1977)
- François Thijm (1977) (interino)
- Joubert Meira (1977–1978)
- Carlos Fröner (1985)
- Edu Coimbra (1992)
- Givanildo Oliveira (1993–1994)
- Rubens Galaxe (1994)
- Valdemar Carabina (1994)
- Hélio dos Anjos (1995)
- Luisinho Lemos (1996)
- João Francisco (1998)
- Serginho Chulapa (1999)
- José Luiz Carbone (1999–2000)
- Paulo Bonamigo (2000)
- Cuca (2001)
- João Francisco (2002)
- José Luiz Carbone (2002)
- Givanildo Oliveira (2003)
- Júlio César Leal (2003)
- Givanildo Oliveira (2004)
- Júlio César Leal (2004)
- Tita (2004–2005)
- Roberval Davino (2005)
- Mário Tilico (2005–2006)
- Giba (2006)
- Abelha (2006)
- Arthur Neto (2006)
- Giba (2007)
- Charles Guerreiro (2007)
- Arthur Neto (2007)
- Ademir Fonseca (2007)
- Giba (2010)
- Paulo Comelli (2011)
- Flávio Lopes (2012)
- Edson Gaúcho (2012)
- Marcelo Veiga (2012)
- Flávio Araújo (2013)
- Charles Guerreiro (2014)
- Roberto Fernandes (2014)
- Zé Teodoro (2015)
- Marcelo Veiga (2016)
- Waldemar Lemos (2016)
- Josué Teixeira (2017)
- Oliveira Canindé (2017)
- Leo Goiano (2017)
- Ney da Matta (2018)
- Givanildo Oliveira (2018)
- Márcio Fernandes (2019)
- Rafael Jacques (2020)
- Mazola Júnior (2020)
- Paulo Bonamigo (2020–2022)
- Gerson Gusmão (2022)
- Marcelo Cabo (2022–2023)
- Ricardo Catalá (2023–2024)
- Gustavo Morínigo (2024)
- Rodrigo Santana (2024–2025)
- Daniel Paulista (2025–atualmente)

## Basquetebol
O basquete é outro esporte que rendeu muitas glórias ao Clube do Remo. Até hoje, o Leão é o único heptacampeão paraense na categoria adulto masculino, um feito conquistado entre os anos de 1959 e 1965. Os únicos jogadores que participaram de todos os sete títulos foram Sérgio Paiva e Guilherme Maia. Durante esse período, o Remo disputou 49 partidas, vencendo 40 e perdendo apenas 9.
Os elencos responsáveis pela histórica conquista foram os seguintes:
- 1959 - Sérgio Paiva, Manolo, Raulien, Horta, Aspirina, Carvalho, Guilherme, Paulo, Edir Góes, Maia e Câmara. Treinador: João Braga de Farias Júnior;
- 1960 - Sérgio Paiva, Raulien, Carvalho, Manolo, Aspirina, Horta e Carvalho;
- 1961 - Manolo, Ségio Paiva, Roulien, Gallego, Euclides, Horta e Carvalho;
- 1962 - Edir Góes, Guilherme, Manolo, Sérgio Paiva, Raulien, Basinho, Horta, Euclides Góes. Treinador: João Braga de Farias Júnior;
- 1963 - Nélson Maués, Manolo, Sérgio Paiva, Raulien, Euclides Góes, Paulo Mota, Tó, Maurício, Bazinho e Carvalho. Treinador: João Braga de Farias Júnior;
- 1964 - Ségio Paiva, Euclides Góes, Nelson Maués, Guilherme, Maia, Edir Góes, Haroldo Maués, Tó, Dizé, Raulien e Paulo Mota. Treinador: João Braga de Farias Júnior;
- 1965 - Ségio Paiva, Guilherme, Euclides Góes, Bazinho, Tó, Nélson Maués, Bené II, Haroldo Maués, Cláudio, Dizé e Carvalhinho. Treinador: Roberto Santos.

No ano de 2002, o Leão conquistou o título mais importante de sua história: a Copa Brasil Norte de Basquete, torneio que teve a chancela da Confederação Brasileira de Basketball (CBB). A grande final foi decidida em Macapá (AP) contra a equipe da Sociedade Esportiva e Recreativa São José, uma das maiores forças da região no esporte. Os amapaenses ganhavam a partida por 68 a 67, até que o jogador azulino Luis Pinho acertou uma cesta de 3 pontos, em uma bola arremessada do meio quadra, quando faltava 4 segundos para o fim da partida. A cesta garantiu a vitória e o título, o que o credenciou a participar da Supercopa dos Campeões, ficando injustamente em quinto lugar – poderia ser em terceiro caso tivesse passado pelo desconhecido Univila, do Espírito Santo.
Nesse mesmo ano, o Remo conquistaria o seu último título estadual antes de entrar no incômodo jejum de vitórias. A situação só mudou quando o clube reinaugurou o seu ginásio, o Serra Freire, totalmente revitalizado, em 2014, quando voltou a sagrar-se campeão paraense. No ano seguinte o Filho da Glória e do Triunfo repetiu a dose e trouxe o bicampeonato de forma invicta. A conquista teve sabor especial, pois o Remo havia ganho ainda os certames no futebol e no remo, fato este que foi destacado por toda a mídia, condecorando o Leão como “Campeão de Terra, Mar e Ar”.
Principais conquistas
| NACIONAIS | NACIONAIS                         | NACIONAIS | NACIONAIS |
|           | Competição                        | Títulos   | Temporadas |
| --------- | --------------------------------- | --------- | --- |
| Brasil    | Torneio Interestadual de Basquete | 1         | 1980* |
| REGIONAIS |                                   |           | |
|           | Competição                        | Títulos   | Temporadas |
|           | Copa Brasil Norte de Basquete     | 1         | 2002 |
| ESTADUAIS |                                   |           | |
|           | Competição                        | Títulos   | Temporadas |
| Pará      | Campeonato Paraense de Basquete   | 30        | 1938, 1939, 1940, 1948, 1950, 1959, 1960, 1961, 1962, 1963, 1964, 1965, 1970, 1971, 1972, 1973, 1977, 1978, 1982, 1983, 1984, 1991, 1993, 1995, 2001, 2002, 2014, 2015 e 2016 e 2017. |

*OBS.: Além do Clube do Remo, o torneio contou com as participações do Pinheiros-SP, Jary de Monte Dourado, Tuna e Paysandu.

## Boliche
Um dos fundadores da Fepabol (Federação Paraense de Boliche), em dezembro de 1997, o Clube do Remo foi o primeiro campeão do Campeonato Paraense de Clubes no ano seguinte. Em 2000 conquistou o bicampeonato estadual. Desde então, o Leão se consolidou entre os principais times do estado, sempre figurando nas primeiras posições dos campeonatos que disputa.
Em 2019, o Clube do Remo montou um time de boliche feminino, que passou a render grandes resultados para o clube.
| NACIONAIS | NACIONAIS                                 | NACIONAIS | NACIONAIS  |
|           | Competição                                | Títulos   | Temporadas |
| --------- | ----------------------------------------- | --------- | ---------- |
| Brasil    | Campeonato Brasileiro de Tecetos Feminino | 2         | 2017, 2019 |
| ESTADUAIS |                                           |           |            |
|           | Competição                                | Títulos   | Temporadas |
| Pará      | Campeonato Paraense de Clubes             | 2         | 1998, 2000 |

### Esporte eletrônico
Também chamados de Ciberesporte ou eSports, os esportes eletrônicos cresceram muito nos últimos anos e aumentaram a proporção de jogadores profissionais. Em 2016, seguindo essa perspectiva visionária, o Clube do Remo fechou parceria com a Brave e-Sports, uma tradicional equipe paulista que disputa em diversas modalidades, como League of Legends, Heroes of the Storm, CrossFire e Counter-Strike:GO. Assim surgiu a Remo Brave que já conquistou excelentes resultados: foi vencedor invicto do Circuito Desafiante, o que garantiu a equipe na elite do Campeonato Brasileiro de League of Legends (CBLoL). Além disso, a partida entre Remo e IDM, de 7 de junho de 2016, entrou na lista de jogos perfeitos da eSpotsWiki.com.
Em 5 de Setembro de 2016 a equipe Remo Brave conquistou a Brasil Game Cup, se tornando o primeiro clube de futebol a vencer um título nacional de jogos eletrônicos.
Principais conquistas
| HONRARIAS | HONRARIAS                                                    | HONRARIAS | HONRARIAS  |
|           | Prêmios                                                      | Títulos   | Temporadas |
| --------- | ------------------------------------------------------------ | --------- | ---------- |
|           | List Of Perfect Games                                        | 1         | 2016       |
| NACIONAIS |                                                              |           |            |
|           | Competição                                                   | Títulos   | Temporadas |
| Brasil    | Crossfire Elite League                                       | 1         | 2016       |
| Brasil    | Brasil Game Cup (CS: GO)                                     | 1         | 2016       |
| Brasil    | Circuito Desafiante (LoL)                                    | 1         | 2016       |
| Brasil    | Seletiva Nacional CFS Manila Circuito Desafiante (Crossfire) | 1         | 2016       |
| Brasil    | Razer Challenger - Rei do Nexus                              | 1         | 2016       |
| Brasil    | Liga Profissional (CS: GO)                                   | 1         | 2016       |
| Brasil    | Desafio Crossfire - Semana 10                                | 1         | 2016       |

## Futsal
No Pará, o futebol de salão surgiu na década de 1950, sendo que o primeiro campeonato foi realizado em 1956. Entretanto, o Clube do Remo só passou a praticar a modalidade no início dos anos 70. Após anos em branco, o futsal azulino viria comemorar seu primeiro título estadual somente em 1986, na categoria adulta, em uma final histórica. Com público recorde de oito mil pessoas no ginásio do curso de Educação Física da Universidade do Estado do Pará, o Leão venceu a Tuna por 2 a 1 e ficou com a taça.
A conquista pioneira estimulou o clube a investir nas categorias de base. Esse fato foi essencial para que o Remo passasse a protagonizar o futsal paraense, arrebatando a maioria dos campeonatos organizados pela Fefuspa (Federação de Futebol de Salão do Pará).
Em 2004, a equipe sub-20 do Leão terminou em 2º lugar na Taça Brasil de Clubes, disputada em Fortaleza (CE), após perder para a equipe da Ulbra-RS. No ano seguinte, foi a vez do sub-17 realizar grande campanha e ficar com o bronze, em Belo Horizonte (MG). Nesta mesma categoria, o Clube do Remo foi campeão da VI Taça Brasil Correios de Futsal Masculino 1ª Divisão, seu maior título, conquistando também o acesso à Divisão Especial, no qual ficou no surpreendente terceiro lugar em 2013.
No ano de 2015 o Clube do Remo ganhou destaque internacional ao sagrar-se campeão da 13ª Supercopa América de Futsal em duas categorias: Sub-13 e Sub-15.
O futsal azulino também foi responsável pela revelação do craque Giovanni que fazia parte da equipe mirim remista de 1984.
Principais conquistas
| INTERNACIONAIS | INTERNACIONAIS                            | INTERNACIONAIS | INTERNACIONAIS                                                                           |
|                | Competição                                | Títulos        | Temporadas                                                                               |
| -------------- | ----------------------------------------- | -------------- | ---------------------------------------------------------------------------------------- |
|                | Supercopa América de Futsal Sub-15        | 1              | 2015                                                                                     |
|                | Supercopa América de Futsal Sub-13        | 1              | 2015                                                                                     |
| NACIONAIS      |                                           |                |                                                                                          |
|                | Competição                                | Títulos        | Temporadas                                                                               |
| Brasil         | Taça Brasil de Futsal Sub-17 - 1ª Divisão | 1              | 2012                                                                                     |
| Brasil         | Talents Cup Sub-15                        | 1              | 2014                                                                                     |
| Brasil         | Talents Cup Sub-13                        | 1              | 2014                                                                                     |
| ESTADUAIS      |                                           |                |                                                                                          |
|                | Competição                                | Títulos        | Temporadas                                                                               |
| Pará           | Seletivo para a Liga Norte de Futsal      | 1              | 2014                                                                                     |
| Pará           | Campeonato Paraense Adulto                | 3              | 1986, 1993, 2006                                                                         |
| Pará           | Campeonato Paraense Pré-Mirim             | 5              | 1995, 1996, 1997, 2000, 2002                                                             |
| Pará           | Campeonato Paraense Mirim                 | 7              | 1989, 1990, 1993, 1998, 1999, 2002, 2003                                                 |
| Pará           | Campeonato Paraense Infantil              | 9              | 1988, 1992, 1993, 1994, 1995, 1996, 1998, 1994, 2002                                     |
| Pará           | Campeonato Paraense Infanto               | 7              | 1988, 1994, 1995, 1996, 1997, 1998, 2000                                                 |
| Pará           | Campeonato Paraense Juvenil               | 8              | 1989, 1994, 1995, 1996, 1997, 1998, 2002, 2003                                           |
| Pará           | Campeonato Paraense Veterano (Master)     | 9              | 1990, 1992, 1993, 1994, 1995, 1996, 2009, 2017, 2018                                     |
| Pará           | Campeonato Paraense Sub-7                 | 2              | 2015, 2020                                                                               |
| Pará           | Campeonato Paraense Sub-9                 | 10             | 2005, 2006, 2008, 2012, 2013, 2014, 2015, 2016, 2019, 2020                               |
| Pará           | Campeonato Paraense Sub-10                | 3              | 2017, 2019, 2020                                                                         |
| Pará           | Campeonato Paraense Sub-11                | 15             | 2004, 2005, 2006, 2007, 2008, 2009, 2012, 2013, 2014, 2015, 2016, 2017, 2018, 2019, 2020 |
| Pará           | Campeonato Paraense Sub-12                | 3              | 2017, 2019, 2020                                                                         |
| Pará           | Campeonato Paraense Sub-13                | 12             | 2004, 2005, 2006, 2008, 2009, 2011, 2012, 2013, 2014, 2015, 2018, 2020                   |
| Pará           | Campeonato Paraense Sub-14                | 1              | 2020                                                                                     |
| Pará           | Campeonato Paraense Sub-15                | 11             | 2005, 2006, 2011, 2012, 2013, 2014, 2015, 2016, 2017, 2018, 2019, 2020                   |
| Pará           | Campeonato Paraense Sub-17                | 8              | 2005, 2007, 2008, 2011, 2012, 2015, 2018, 2020                                           |

## Natação
A natação do Clube do Remo despontou para o cenário esportivo no ano de 1969 quando 6 atletas foram convocados pela Seleção Brasileira para disputar os IV Jogos Desportivos Luso Brasileiros, realizado em Belém. Foram eles: Domingos Ferreira, Érika Maria Figueiredo, Maria das Mercês Nery, Carlos Duarte Reimão, Lourival Videira de Souza e Ocimar de Mesquita (in memoriam).
Nesse mesmo ano, o Remo conquistou o seu primeiro título nacional através do nadador Domingos Ferreira dos Santos, em Pelotas (RS), que venceu as provas de 100 e 400 metros nado livre. Ferreira também conquistou o 2º lugar nos 100m nado borboleta e no revezamento 4x100. Atualmente é treinador de natação do clube.
De lá para cá o clube passou a figurar entre os primeiros lugares em importantes competições, o que lhe rendeu o slogan de "Natação Campeã". Mesmo com o passar do tempo, o alto nível da natação azulina se manteve graças ao trabalho de base com as categorias mirim e petiz, que, no estado, são quase que imbatíveis.
Títulos e convocações vieram como forma de reconhecimento. Na galeria dos grandes nadadores azulinos se destacam 28 campeões brasileiros e nove campeões sul-americanos. Em 1976 o Remo foi campeão do Troféu Cidade de Campinas, o Campeonato Brasileiro de Petizes.
A natação azulina é coordenada pelo Denat (Departamento de Natação) inaugurado em 9 de agosto de 1992. Em 15 de agosto de 2010, o ambiente foi adaptado com galeria de troféus, secretária, gerência, coordenação técnica, sala de reunião e espaço médico. O Denat é responsável pela construção da Praça Periçá, inaugurada em 15 de agosto de 2009, em homenagem ao grande nadador azulino, falecido sete dias depois de ter participado de uma prova de mergulho na baía do Guajará, realizada em 16 de maio de 1921.
Principais conquistas
| MUNDIAIS                              | MUNDIAIS                                      | MUNDIAIS      | MUNDIAIS |
|                                       | Competição                                    |               | Medalhistas de Ouro |
| ------------------------------------- | --------------------------------------------- | ------------- | --- |
|                                       | Campeonato Mundial                            |               | 1 |
| CONTINENTAIS                          |                                               |               | |
|                                       | Competição                                    |               | Medalhistas de Ouro |
|                                       | Campeonato Sulamericano                       |               | 9 |
| NACIONAIS                             |                                               |               | |
|                                       | Competição                                    |               | Medalhistas de Ouro |
| Brasil                                | Campeonato Brasileiro                         |               | 28 |
| CONVOCAÇÕES PARA A SELEÇÃO BRASILEIRA |                                               |               | |
|                                       | Competição                                    | Temporada     | Atleta Convocado |
| Brasil                                | IV Jogos Desportivos Luso-Brasileiros (Belém) | 1969          | Domingos Ferreira dos Santos, Érika Maria Figueiredo, Maria das Mercês Nery, Carlos Duarte Reimão, Lourival Videira de Souza e Ocimar Ferreira Mesquita |
| Brasil                                | Campeonato Sulamericano (São Paulo)           | 1979          | Anne Grace Conceição, Andréa Corrêa e Pedro Paulo Ferreira do Amaral |
| Uruguai                               | Campeonato Sulamericano (Maldonado)           | 1983          | Mônica Rezende e André Roberto Corrêa Pereira |
| Espanha                               | Campeonato Mundial (Madrid)                   | 1986          | Mônica Rezende |
| Colômbia                              | Campeonato Sulamericano (Medellín)            | 2001          | Thaíssa Arruda |
| Peru                                  | Campeonato Sulamericano (Lima)                | 2001          | Thiago Abreu |
| Peru                                  | Campeonato Sulamericano (Lima)                | 2001          | Luiz Fernando Rodrigues |
| Brasil                                | Copa do Mundo (Rio de Janeiro)                | 2002          | Edílson Silva Jr |
|                                       | Multinations Youth Swimming Meet (Limassol)   | 2004          | Bruna Carvalho |
| Brasil                                | Copa do Mundo (Rio de Janeiro)                | 2005          | Edílson Silva Jr |
| Chile                                 | Copa do Mundo (Santiago)                      | 2005          | Bruna Carvalho |
| Peru                                  | Copa do Pacífico (Lima)                       | 2008          | Bruna Carvalho, Nick Silva, Taínah Vilhena e Richele Mendes |
| RECORDES PELA SELEÇÃO BRASILEIRA      |                                               |               | |
|                                       | Recorde                                       | Temporada     | Atleta / Competição |
|                                       | Novo Recorde Sulamericano (100m Nado Costas)  | 1983          | Mônica Rezende / Campeonato Mundial (Madrid, Espanha) |
| REGIONAIS                             |                                               |               | |
|                                       | Competição                                    | Títulos       | Temporada |
|                                       | Campeonatos Norte–Nordeste                    | 15            | Troféu Pedro Nicolas Sena (Mirim e Petiz): 1 (2015) Festival CBDA Correios Norte/Nordeste de Clubes (Mirim e Petiz) - Troféu Kako Caminha: 9 (1994, 2000, 2001, 2004, 2005, 2007, 2008, 2008 e 2011) Troféu Walter Figueiredo (Infantil à Sênior): 3 (1994, 2000 e 2004) Troféu Kako Caminha (Infantil): 2 (1993 e 1994) |
|                                       | Copa Amazônia                                 | 13            | 1998, 1999, 2000, 2001, 2003, 2004, 2005, 2006, 2009, 2011, 2012, 2013 e 2015 |
| ESTADUAIS*                            |                                               |               | |
|                                       | Competição                                    | Categoria     | Títulos |
| Pará                                  | Campeonato Paraense                           | Absoluto      | 23 |
| Pará                                  | Campeonato Paraense                           | Piscina Curta | 6 O Campeonato Paraense de Piscina Curta teve 6 edições (2002/2003/2004/2005/2006), todas vencidas pelo Clube do Remo |
| Pará                                  | Campeonato Paraense                           | Velocidade    | 3 O Campeonato Paraense de Velocidade teve 3 edições (1999/2000/2001), todas vencidas pelo Clube do Remo |
| Pará                                  | Campeonato Paraense                           | Junior        | 25 |
| Pará                                  | Campeonato Paraense                           | Juvenil       | 25 |
| Pará                                  | Campeonato Paraense                           | Infantil      | 28 |
| Pará                                  | Campeonato Paraense                           | Mirim         | 32 |
| Pará                                  | Campeonato Paraense                           | Classes       | 1 |

*OBS: Os títulos estaduais considerados foram conquistados entre 1968 a 2013.

## Vôlei
O Remo sempre manteve uma tradição vencedora no esporte. Seu vôlei feminino, por exemplo, conquistou 12 títulos estaduais entre as décadas de 1980 e 1990, fato nunca igualado no Pará até hoje. Já o masculino, o grande destaque vai para o heptacampeonato paraense conquistado na década de 1950.
Mais recentemente, o Leão tem obtido expressivos resultados em competições nacionais. Na Liga Nacional de Vôlei de 2010, em Pomerode (SC) foi 4º lugar no Adulto Masculino e 5º lugar no Adulto Femino, classificações inéditas de uma equipe do Norte.
Em 2012, o Clube do Remo, em parceria com a AABB, representou a região na Superliga B. Apesar de ser a equipe com menos investimentos, o Leão foi quase imbatível em casa, graças ao grande apoio de sua torcida, vencendo 2 das 3 partidas disputadas.
Infelizmente, o Remo ficou em último lugar e não conseguiu retornar à elite do voleibol, da qual já fez parte em 1983, quando participou do Campeonato Brasileiro.
Nos últimos anos, mais conquistas vieram em diversas categorias:
| FEITOS                                           | FEITOS                                            | FEITOS  | FEITOS                        |
|                                                  | Competição                                        | Títulos | Temporadas                    |
| ------------------------------------------------ | ------------------------------------------------- | ------- | ----------------------------- |
| Pará                                             | Duodecacampeonato Paraense Feminino               | 1       | Décadas de 1980 e 1990        |
| Pará                                             | Heptacampeonato Paraense Masculino                | 1       | Década de 1950                |
| INTERNACIONAIS                                   |                                                   |         |                               |
|                                                  | Competição                                        | Títulos | Temporadas                    |
| Brasil · Noruega                                 | Marajoara International Cup                       | 2       | 2015 e 2017                   |
| TÍTULOS ESTADUAIS CONQUISTADOS ENTRE 1905 E 1960 |                                                   |         |                               |
|                                                  | Competição                                        | Títulos | Temporadas                    |
| Pará                                             | Campeonato Paraense                               | 5       | 1916, 1917, 1918, 1919 e 1926 |
| CONQUISTAS RECENTES                              |                                                   |         |                               |
|                                                  | Competição                                        | Títulos | Temporadas                    |
| Pará                                             | Torneio Aberto Paraense Masculino Adulto          | 1       | 2014                          |
| Pará                                             | Campeonato Paraense Feminino                      | 2       | 2015 e 2016                   |
| Pará                                             | Campeonato Paraense Masculino Sub-23              | 2       | 2014 e 2016                   |
| Pará                                             | Torneio Aberto Paraense Masculino Sub-23          | 1       | 2015                          |
| Pará                                             | Copa SESI Sub-17                                  | 2       | 2015 e 2016                   |
| Pará                                             | Torneio Aberto Paraense Masculino Infantil/Sub-15 | 1       | 2015                          |
| Pará                                             | Campeonato Paraense Juvenil                       | 1       | 2016                          |
| Pará                                             | Campeonato Paraense Infanto-Juvenil               | 1       | 2016                          |
| Pará                                             | Campeonato Paraense Infantil                      | 1       | 2017                          |
| Pará                                             | Copa SESI Sub-15                                  | 2       | 2015 e 2016                   |
| Pará                                             | Campeonato Paraense Mirim                         | 2       | 2015 e 2017                   |

## Outras conquistas esportivas
Títulos conquistados entre 1905 e 1960:
| TÊNIS              | TÊNIS               | TÊNIS   | TÊNIS                                                       |
|                    | Competição          | Títulos | Temporadas                                                  |
| ------------------ | ------------------- | ------- | ----------------------------------------------------------- |
| Pará               | Campeonato Paraense | 2       | 1925 e 1930                                                 |
| TÊNIS DE MESA      |                     |         |                                                             |
|                    | Competição          | Títulos | Temporadas                                                  |
| Pará               | Campeonato Paraense | 6       | 1947, 1950, 1951, 1952, 1953 e 1954                         |
| SALTOS ORNAMENTAIS |                     |         |                                                             |
|                    | Competição          | Títulos | Temporadas                                                  |
| Pará               | Campeonato Paraense | 10      | 1916, 1917, 1918, 1919, 1920, 1921, 1922, 1923, 1924 e 1947 |
| PÓLO AQUÁTICO      |                     |         |                                                             |
|                    | Competição          | Títulos | Temporadas                                                  |
| Pará               | Campeonato Paraense | 5       | 1916, 1917, 1918, 1919 e 1926                               |
| ATLETISMO          |                     |         |                                                             |
|                    | Competição          | Títulos | Temporadas                                                  |
| Pará               | Gran Prix Paraense  | 3       | 1925, 1956 e 1957                                           |

## Publicações sobre o Clube do Remo

### Livros
- CRUZ, Ernesto. A História do Clube do Remo. 1969.
- LEAL, Expedito. Clube do Remo - 100 Anos de Emoção/Memorial. 2005.
- MOREIRA, Wilton de Queiroz; CAMPOS, Luciano; Campos, Ademar da Silva. Pesquisa realizada na Imprensa Oficial do Estado do Pará. 2005.
- COSTA, Ferreira da. Leão Azul Centenário. 2006.
- DAVINO, Roberval; e SALDANHA, Vinícius. O Rugido do Leão. 2006.

### Vídeos
- Campeão Brasileiro de 2005 (ATAR).
- Tabu 33 jogos (ATAR).